# Den Helder
Den Helder (uitspraakⓘ) is een stad en gemeente in de Nederlandse provincie Noord-Holland. Het is de noordelijkste plaats op het vasteland van de Nederlandse provincie Noord-Holland. De gemeente ligt in de regio Kop van Noord-Holland of Noordkop. Ten noordwesten van de stad ligt de zandplaat Noorderhaaks, ten noorden het Marsdiep met aan de overkant het eiland Texel en ten oosten de uitgestrekte waddenplaat Balgzand.
De gemeente telt 56.432 inwoners (22 november 2024, bron: CBS) op een oppervlakte van 178,83 km², waarvan 133,42 km² water. De gemeente bestaat uit drie kernen; Den Helder (40.710 inwoners), Julianadorp (14.540 inwoners) en Huisduinen (610 inwoners).
Den Helder is de thuishaven van de Koninklijke Marine en een knooppunt in de offshoreactiviteiten op het Nederlandse deel van de Noordzee. Den Helder Airport is een van de grootste offshoreluchthavens in Noordwest-Europa wat personenvervoer van en naar productieplatformen betreft. Er komen pijpleidingen aan land en er is een grote gasbehandelingsinstallatie van Tenaz Energy.

## Etymologie

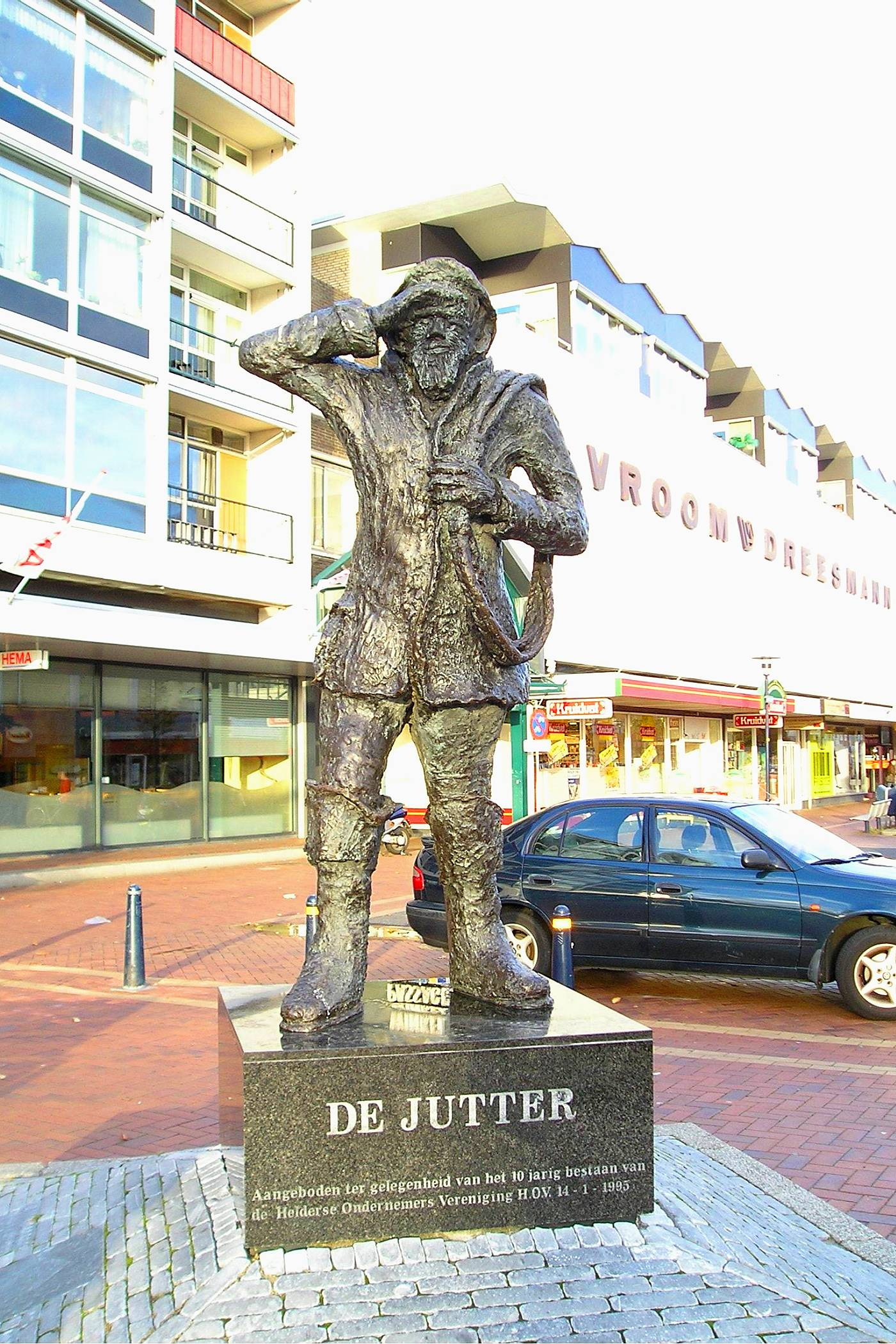
"De Jutter", een beeld van Kees Doolaard

Tot 1928 was Helder de officiële naam van de gemeente. Omdat ook naar de plaats werd verwezen met 't Nieuwediep of Willemsoord, en er geen uniformiteit was, werd in 1920 door burgemeester en wethouders aan de minister verzocht erop te wijzen dat de naam van de gemeente Helder was en niet anders. Dit had tot gevolg dat daarna de benamingen 't Nieuwediep en Willemsoord nagenoeg niet meer gebruikt werden om de plaats aan te duiden. Wel werd den Helder, met lidwoord, nog veel gebruikt, voornamelijk door de bevolking zelf. Verder traden er vergissingen op waarbij brieven voor de gemeente Helder in de Limburgse gemeente Helden belandden en andersom. Nadat er vanuit het Rijk een interdepartementale commissie kwam om eenheid te krijgen in aardrijkskundige namen in Nederland werd in 1928 besloten de naam te veranderen in Den Helder. Het bijvoeglijk naamwoord dat gebruikt kan worden is Helders.
De exacte herkomst van de naam Helder is niet helemaal duidelijk. Waarschijnlijk verwijst de naam naar 'helle' of 'helde', wat helling of aflopend stuk land betekent, of 'helre', wat een kleine zandigere rug betekent. Een andere verklaring kan zijn dat het afstamt van 'Helsdeur', wat de benaming is van het diepste zeegat in het Marsdiep. Wegens de strategische ligging van dit zeegat, zou dit een hel zijn geweest voor de vijandelijke schepen die de Zuiderzee op wilden varen. Deze verklaring is echter meer dan waarschijnlijk ontstaan uit een sterk verhaal of een enkele gebeurtenis en stamt wellicht uit de 18e of 19e eeuw.

### Bijnamen inwoners
Inwoners van de stad worden Nieuwediepers genoemd, vernoemd naar de geul en haven Nieuwediep en naastgelegen woonkern. Een andere naam voor iemand uit Den Helder is Jutter, hiervoor is echter geen eenduidige definitie. Volgens sommigen moet iemand in Den Helder zijn geboren en getogen om te worden aangeduid met Jutter, volgens anderen mogen mensen zich pas Jutter noemen wanneer ook beide ouders in Den Helder zijn geboren en getogen. De bijnaam Jutter verwijst naar het strandjutten dat in vroegere tijden regelmatig voorkwam. De termen Nieuwedieper en Jutter worden door nieuwsmedia regelmatig door elkaar gebruikt of vervangen door de termen Heldernaar of Heldenaar. Of het gebruik van deze van de huidige plaatsnaam afgeleide termen juist is, is niet iedereen het over eens. De term Heldenaar kan daarnaast verwarrend zijn omdat deze ook verwijst naar iemand uit Helden.
Inwoners van de Visbuurt worden Piloërs genoemd en naar mensen uit Julianadorp wordt met Dorpers verwezen. Inwoners van het nabijgelegen eiland Texel die, vanwege het ontbreken van een ziekenhuis op Texel, zijn geboren in Den Helder worden op het eiland soms (op enigszins pejoratieve wijze) aangeduid als Helderse kraaien. Dit stamt van de bijnaam 'kraaien' waaronder zeelieden uit de ouwe Helder bekend stonden.
In kranten van de eerste helft van de twintigste eeuw komt de term Helderlingen enkele tientallen keren voor als verwijzing naar inwoners van Den Helder. Verouderde locofaulismen waarmee spottend naar lieden uit de ouwe Helder of 't Nieuwediep werd verwezen zijn traanbokken, trossensnijders en dievediepers.

### Vernoemingen
Buiten de gemeente Den Helder is de plaatsnaam op diverse locaties in meerdere werelddelen terug te vinden. Voornamelijk in de vorm van straatnamen, maar ook bijvoorbeeld als naam van een marineschip.
In Alkmaar en Hippolytushoef zijn respectievelijk de (Oude) Helderseweg en de Heldersestraat te vinden. Ook hebben deze beide plaatsen een buurt met in de volksmond de naam Helderse Buurt, zo genoemd vanwege de Helderse vluchtelingen die er gingen wonen tijdens de Tweede Wereldoorlog. In Amsterdam en Den Haag zijn de Den Helderstraat te vinden, evenals in Willemstad, Curaçao. Partnerstad Lüdenscheid heeft de Den-Helder-Straße.
Ter herinnering aan de Franse overwinning tijdens de Brits-Russische expeditie naar Noord-Holland in 1799 kreeg een straat in Parijs de naam Rue du Helder. Ook in Biarritz in het zuidwesten van Frankrijk kreeg een straat die naam. In de Verenigde Staten is de naam Den Helder Avenue te vinden in Ellenton, Florida en in Punta Gorda, Florida en de naam Den Helder Drive in Byron Center, Michigan en in Modesto, Californië. In de Filipijnen bevindt zich in de stad Tanauan de Den Helder Street. In Nederlands-Indië was in Soerabaja een weg genaamd Den Helderweg, deze kreeg na de onafhankelijkheid van Indonesië de naam Jl. Johor. Aldaar waren ook wegen vernoemd naar Huisduinen, Kijkduin, Nieuwe Diep en Willemsoord.
Aan het Entrepotdok in Amsterdam draagt een van de rijksmonumentale pakhuizen de naam Helder. In Buenos Aires, Argentinië is een kledingmerk met winkels vernoemd naar Den Helder. In 2018 werd Zr.Ms. Den Helder als naam van een nieuw marineschip bekendgemaakt. Het was voor het eerst dat er een marineschip werd vernoemd naar de marinestad.

## Geschiedenis

### Vroegste geschiedenis

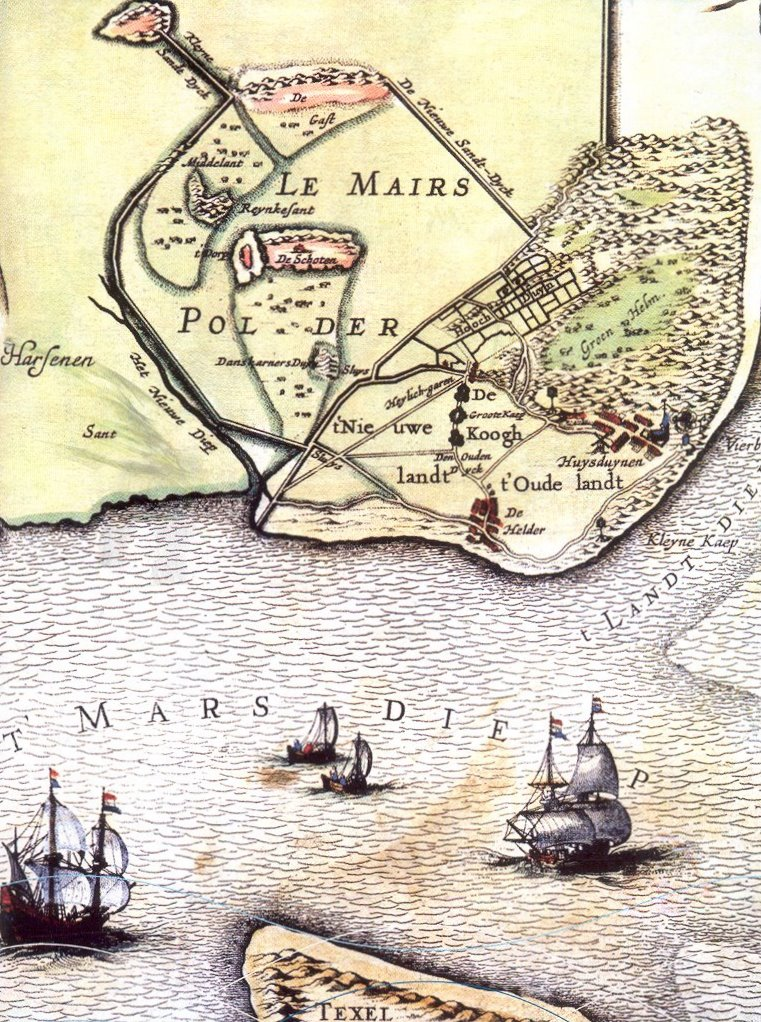
Lemaires polder bij Den Helder. Kaart uit 1641 door Claes Jansz. Visscher.

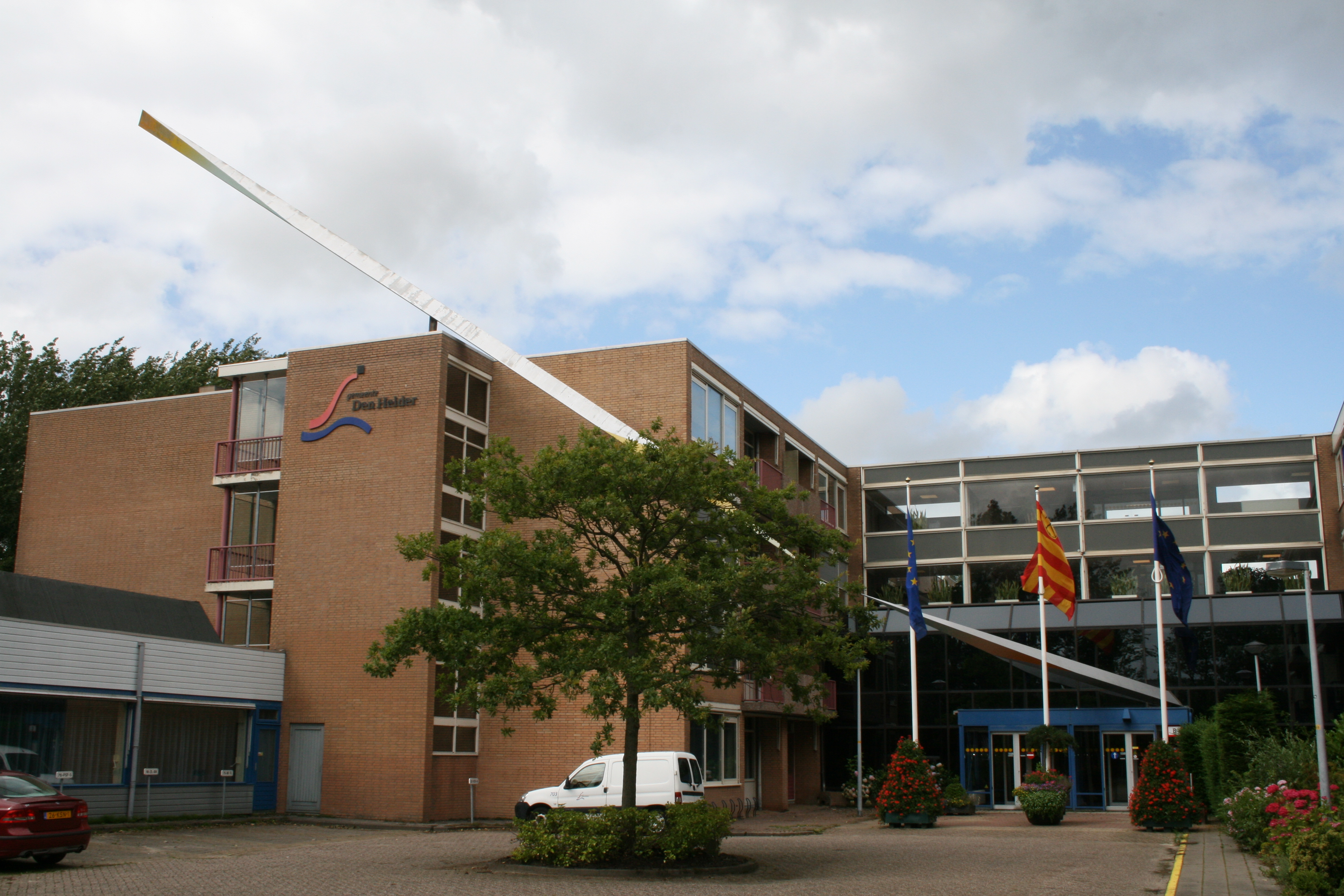
Het voormalige gemeentehuis (1987-2020) van Den Helder met het voormalige logo en de vlag van de gemeente

Het grondgebied van de huidige gemeente Den Helder behoorde in de vroege middeleeuwen tot de gouw Texla. De oudste kern van de huidige gemeente is Huisduinen, waarvan de oudste vermelding van halverwege de 9e eeuw dateert. Na grote stormvloeden aan het einde van de 12e eeuw bleven Huisduinen en het zuidelijker gelegen Callantsoog achter als eilanden. In het waddengebied ten oosten van Huisduinen ontstonden hoge zandheuvels die bij hoog water droog bleven. Deze nollen hadden de namen De Schooten (tegenwoordig bekend als De Nollen), 't Torp, de Gast, Ringelsant, 't Quelderen, Henesant en Koegras. In de late middeleeuwen waren de graven van Egmont heren van het gebied. Het wapen van Den Helder is afgeleid van het wapen van deze graven.
Rond 1500 ontstond die Helder buyrt een paar kilometer ten noorden van Huisduinen, op hetzelfde eiland. Tijdens de Allerheiligenvloed van 1570 werden stukken duin weggeslagen en gingen de kernen van Huisduinen en Helder verloren. De dorpen werden verder landinwaarts opnieuw opgebouwd. Sinds de aanleg van de Zanddijk tussen Huisduinen en Callantsoog in 1610 is het gebied verbonden met het vasteland.

## Bekende Nieuwediepers

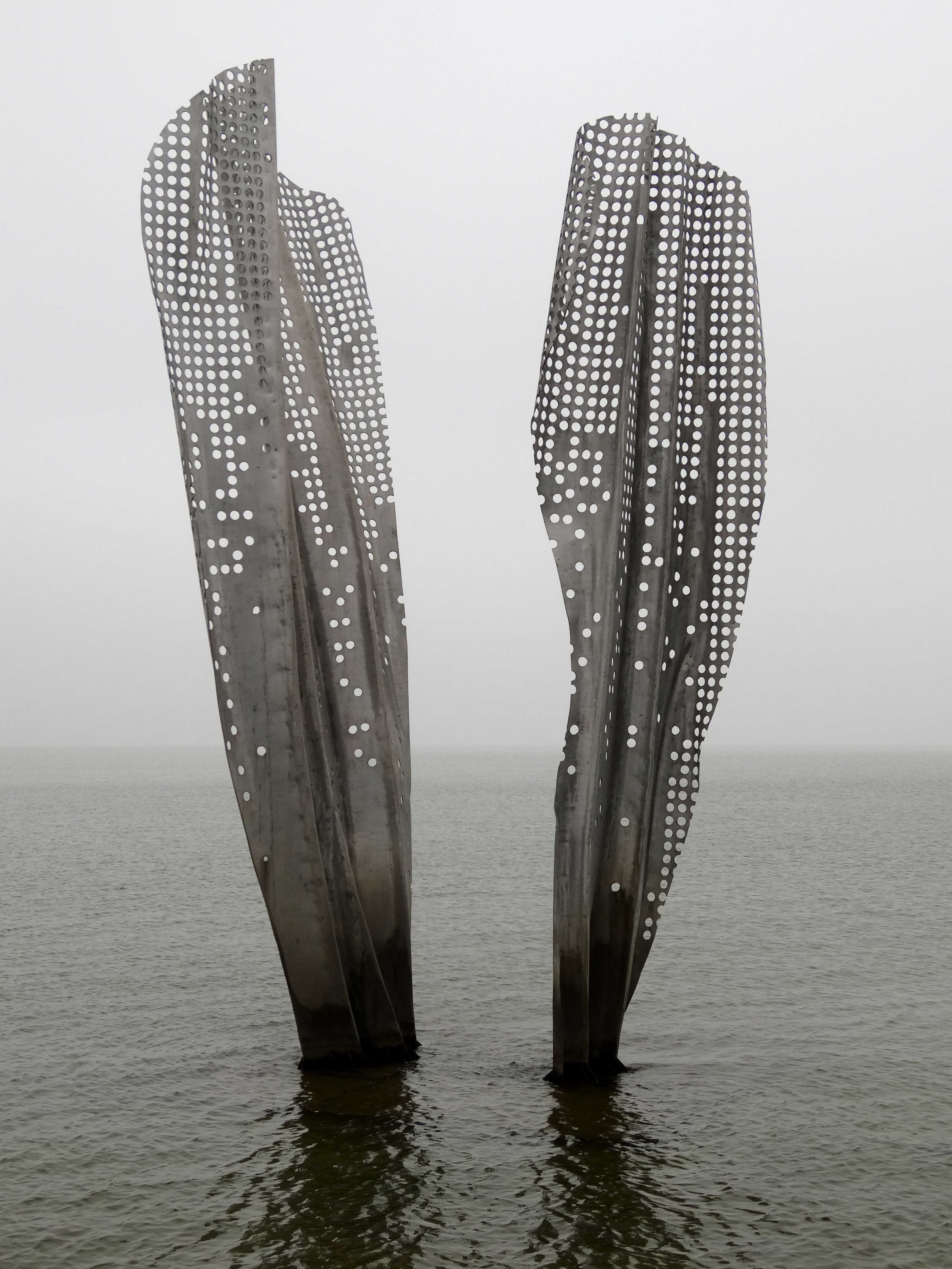
Kunstwerk Waaier door Ruud van de Wint in het Hoornse Hop

### Groei tot havenstad
Het nieuwe dorp Helder lag ter hoogte van wat nu de wijk Oud-Den Helder is. De bevolking leefde van de visserij en het loodswezen. De eerste kerk van het dorp werd in 1624 van hout gebouwd op een plaats genaamd "de malle Croft". Door het verdwijnen van kustland kwam deze kerk op het strand te staan; in 1679 heeft men deze protestantse stolpkerk verplaatst naar "de Conijnsbergh". Later werden een vermaning, een katholieke schuilkerk, een Oud-Katholieke kerk en een synagoge in gebruik genomen.
Ten oosten van het dorp Helder lag een geul, het Nieuwediep, die door uitdieping uitstekend kon worden omgevormd tot haven. Deze haven zou veel meer bescherming bieden dan de Rede van Texel. In 1779 liet stadhouder Willem V de mogelijkheden van een nieuwe haven onderzoeken. Er was veel tegenstand vanuit de steden Hoorn, Enkhuizen en Medemblik, die in een concurrerende haven een serieuze bedreiging zagen voor de toch al kwakkelende economie in de Zuiderzeehavens. Toch werd in 1781 besloten het Nieuwe Diep voor zeeschepen geschikt te maken en in 1782 waren de eerste werkzaamheden al gedaan. In de jaren erna werd de haven verder uitgediept tot er een moderne getijhaven ontstond. Er kwam een kielplaats voor oorlogsschepen, genaamd 'Het Nieuwe Werk'. In 1795 gaf de Nederlandse vloot zich op het Nieuwediep over aan de Franse cavalerie die over ijs de schepen kon bereiken. Ruim vier jaar later, in 1799, tijdens de Tweede Coalitieoorlog, werd de Nederlandse vloot in Den Helder door een Brits-Russische invasiemacht veroverd.

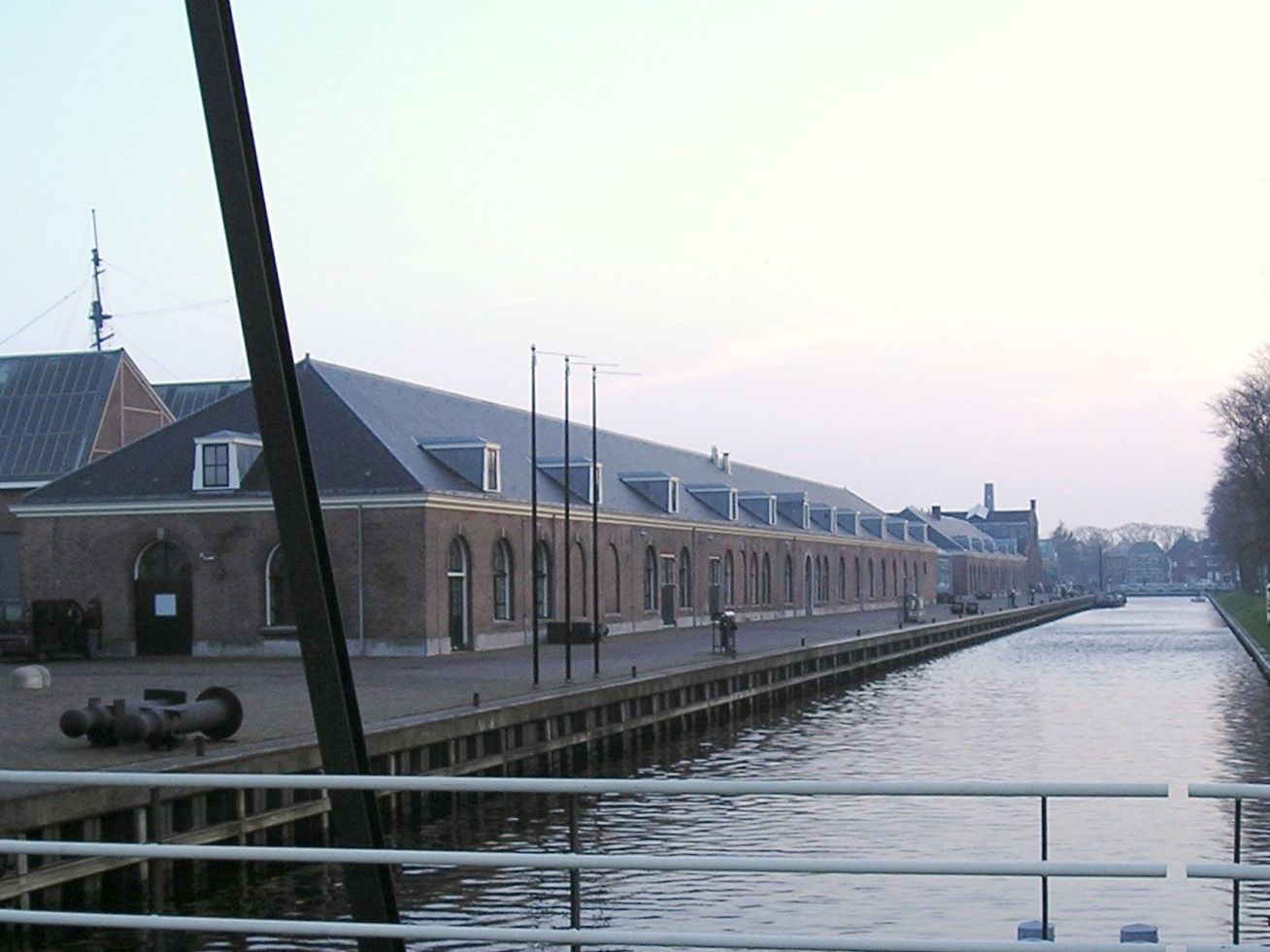
Oude Rijkswerf van Den Helder

Het Nieuwe Diep werd oorspronkelijk ingericht als veilige haven voor de koopvaardij. Hoewel de Helderse bevolking van de nieuwe haven profiteerde, kwam het niet tot een stadsuitbreiding omdat er langs het Nieuwe Diep officieel niet gebouwd mocht worden. In de Franse tijd werd voor het eerst begonnen met de aanleg van een marinehaven. Na een bezoek van Napoleon aan Den Helder in 1811 werd de Stelling Den Helder gebouwd, een retranchement (ring van forten) rond Den Helder en de havens. Huisduinen viel buiten deze bescherming, maar kreeg een eigen fort, Fort Kijkduin. Na het vertrek van de Fransen in 1814 bleef de marine in Den Helder, die de haven uitbouwde tot haar belangrijkste steunpunt.
In 1824 werd de haven door de aanleg van het Noordhollandsch Kanaal met het binnenland verbonden. Daardoor werd Den Helder een voorhaven van Amsterdam. De gevolgen bleven beperkt door de status van "onvrij territoir", die in de napoleontische tijd aan Den Helder was gegeven ter voorkoming van smokkel. Goederen mochten alleen uit de zeeschepen worden overgeladen op lichters om dan naar Amsterdam te worden gevaren. Elke andere havenactiviteit was verboden. In 1844 wilde de regering de status opheffen, maar Amsterdam wist een besluit nog te traineren tot 1851.

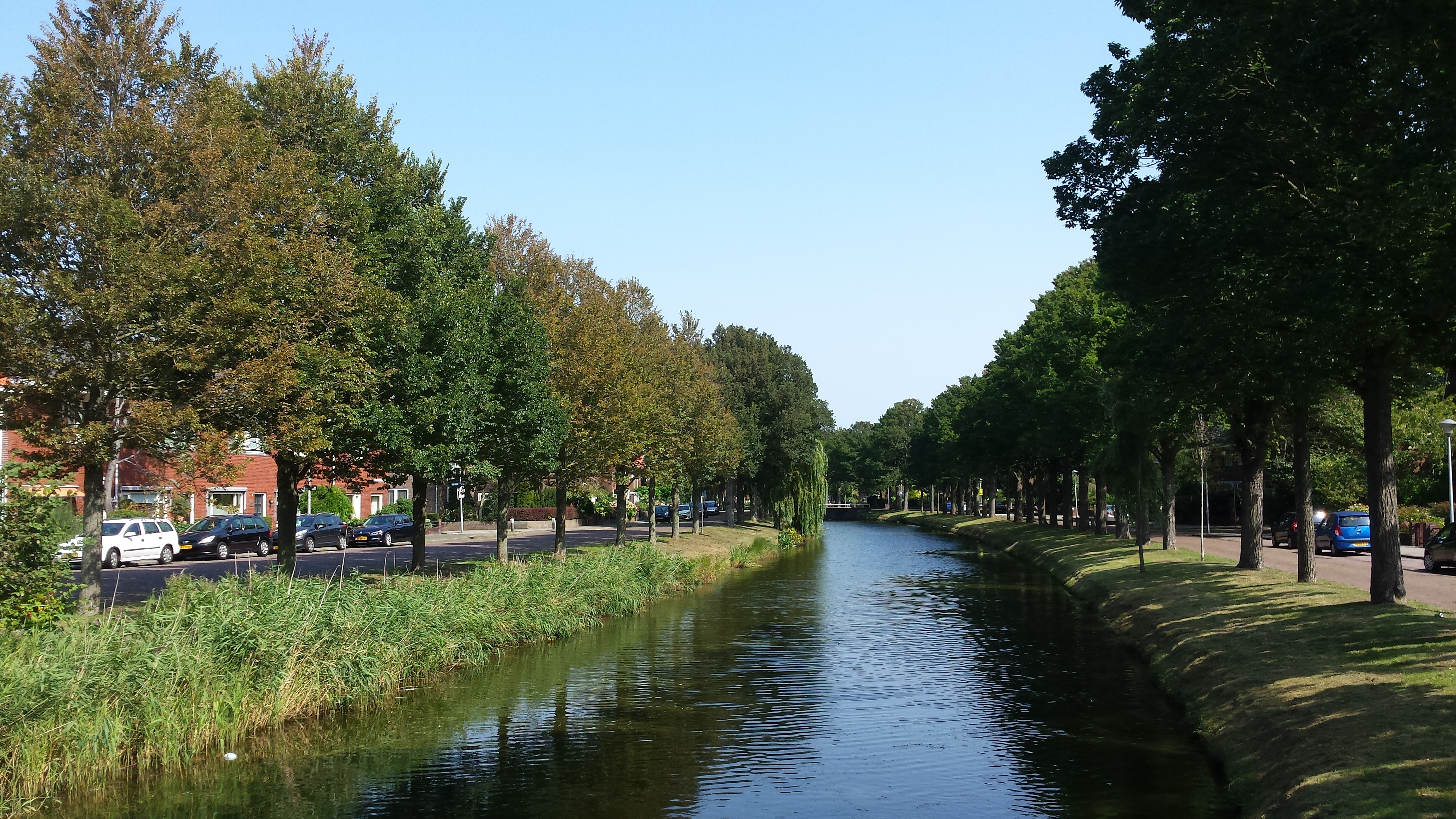
De Singel om Oud-Den Helder

Het Helders Kanaal was in 1829 gereed. Het verbond het dorp met het Noordhollandsch Kanaal. Arbeiders hadden zich tijdens de aanleg van beide kanalen langs het kanaal gevestigd waardoor de woonkern Nieuwstad (ook Strooien Dorp genaamd, de huidige Visbuurt) ontstond. De woonkernen Helder en Nieuwstad breidden zich uit langs het kanaal en raakten met elkaar verbonden. Er werden nieuwe kerken gebouwd en het centrum verplaatste zich naar het gebied tussen Willemsoord en de Oude Helder. In 1845 werd een stoombootdienst naar Amsterdam geopend door Gebr. Zur Mühlen. De adelborstenopleiding van de Koninklijke Marine vestigde zich in Den Helder en in 1865 kwam er op initiatief van koning Willem III een spoorverbinding met Amsterdam.
Door de ingebruikname van het Noordzeekanaal in 1876 verloor de stad een groot deel van de inkomsten. De schepen die bestemd waren voor Amsterdam kwamen niet langer langs Den Helder. Het aantal inwoners daalde met bijna 10%. Na het verlies van de koopvaardij ving de visserij een gedeelte van de verliezen op. Nadat in IJmuiden een nieuwe vissershaven geopend was, vertrokken na de kooplieden ook de vissers. Doordat de marine-instellingen naar Den Helder verhuisden, kwamen er arbeiders naar de stad die op de rijkswerf gingen werken, de "Wervianen". In 1898 opende de tramlijn Helder - Huisduinen naar badplaats Huisduinen, waar een badpaviljoen was. Deze reed tot en met 1917. In 1909 werd Julianadorp gesticht.

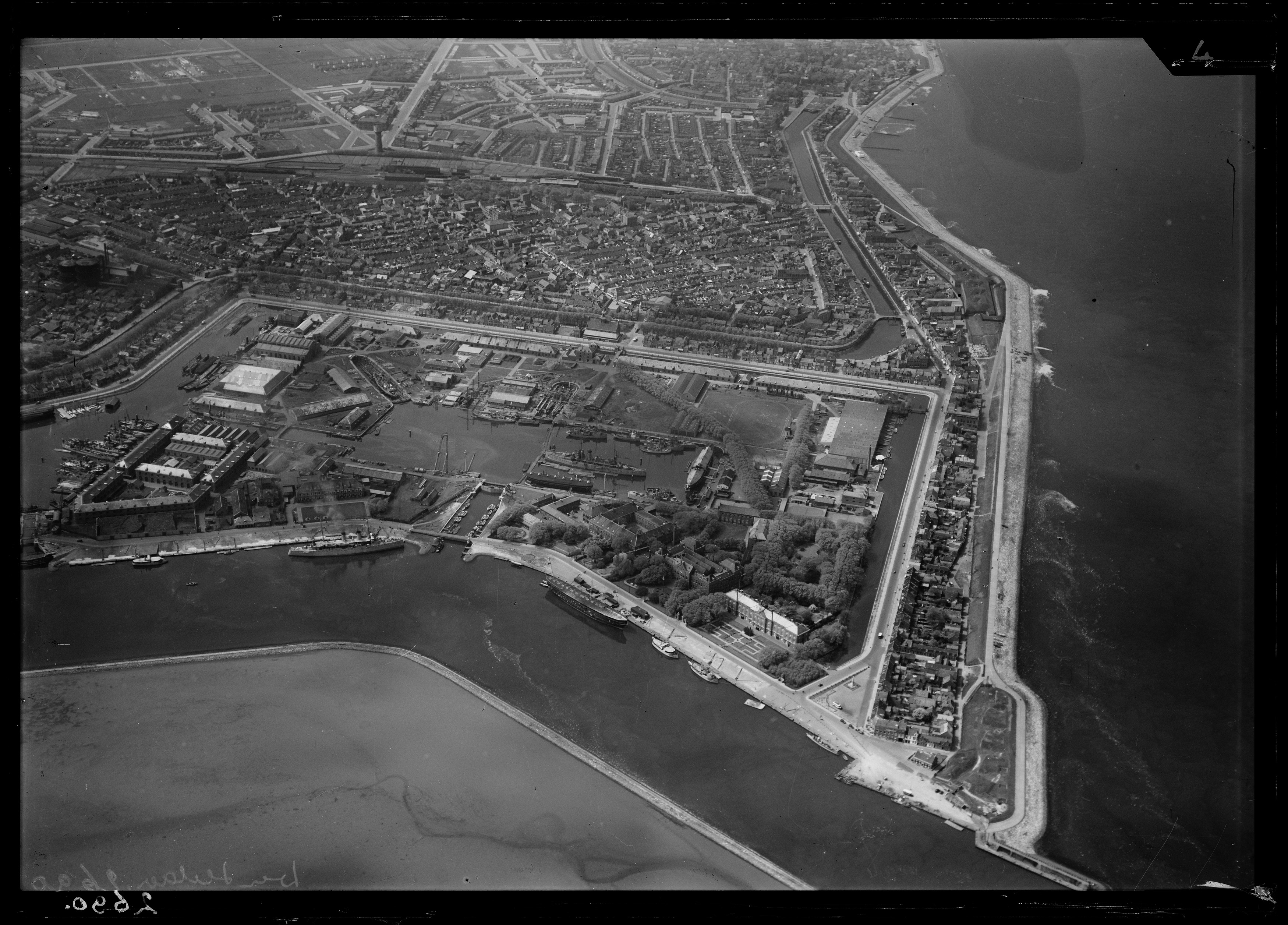
Luchtfoto van de Den Helder: met rechtsonder het Havenplein met het Marinemonument (1920-1940), Nederlands Instituut voor Militaire Historie.

Vanwege de mobilisatie van de Eerste Wereldoorlog kwamen er honderden militairen naar Den Helder, wat goed was voor de middenstand. Tussen 1918 en 1921 werd een singel gegraven en in 1922 onthulde koningin Wilhelmina het marinemonument op het Havenplein. De stad binnen de linie kreeg haar huidige omvang in de jaren 30 van de 20e eeuw. Den Helder was een welvarende stad geworden met een druk uitgaansleven, zoals dat paste bij een havenstad, en een hoog voorzieningenniveau. De marine was een betrouwbare werkgever, wat juist in de crisistijd veel nieuwe inwoners naar Den Helder trok. Op 1 januari 1940 was het inwoneraantal tot 37.328 gestegen, waarmee Den Helder na Amsterdam, Haarlem, Hilversum en Zaandam de op vier na grootste plaats van Noord-Holland was.

### Tweede Wereldoorlog
Aan de bloei van Den Helder kwam een abrupt einde in mei 1940, toen Nederland werd bezet door nazi-Duitsland. De bezetter nam de marinecomplexen in gebruik, wat voor de geallieerden aanleiding was de stad te bombarderen. De nachtelijke bombardementen troffen echter vaak burgerdoelen. De veiligheid van de bewoners kon niet langer worden gegarandeerd. Op 25 juni 1940 werd daarom besloten tot evacuatie. Inwoners moesten 's nachts elders onderdak vinden. Overdag ging, zeker in het begin van de evacuatie, het leven in de stad gewoon door. Maar hoe langer de evacuatie duurde, hoe vaker mensen wegbleven. Grote delen van de stad werden verlaten.
Den Helder werd regelmatig gebombardeerd, eerst door de Duitsers, later door de Engelsen en Amerikanen. Vooral de Marineterreinen waren doelwit, maar veel bommen vielen op de woonbebouwing. Op 19 februari 1943 was er een bombardement op Willemsoord waarbij 39 doden vielen. De stad werd de meeste gebombeerde plaats van Nederland. Vanaf 1943 werd de hele stad tot Sperrgebiet verklaard.
Ondertussen begon de afbraak van het oude centrum. De Duitsers hadden een vrij schootsveld nodig voor een eventuele Engelse invasie. De Atlantikwall vereiste de sloop van alle bebouwing langs de zeedijk. Niet alleen 19e-eeuwse panden langs de Kanaalgracht en de Weststraat werden afgebroken, ook de complete Oude Helder – de 18e-eeuwse binnenstad – viel ten prooi aan de slopershamer.
Toen de stad in 1945 bevrijd werd, keerde maar een klein deel van de bewoners terug. Niet alleen was een deel van hen slachtoffer geworden van de oorlogshandelingen en de holocaust, overlevenden stelden hun terugkeer veelal uit. Het was immers niet zeker of de marine – en dus de werkgelegenheid – na de oorlog in de gehavende stad zou terugkeren.

### Wederopbouw en uitbreiding

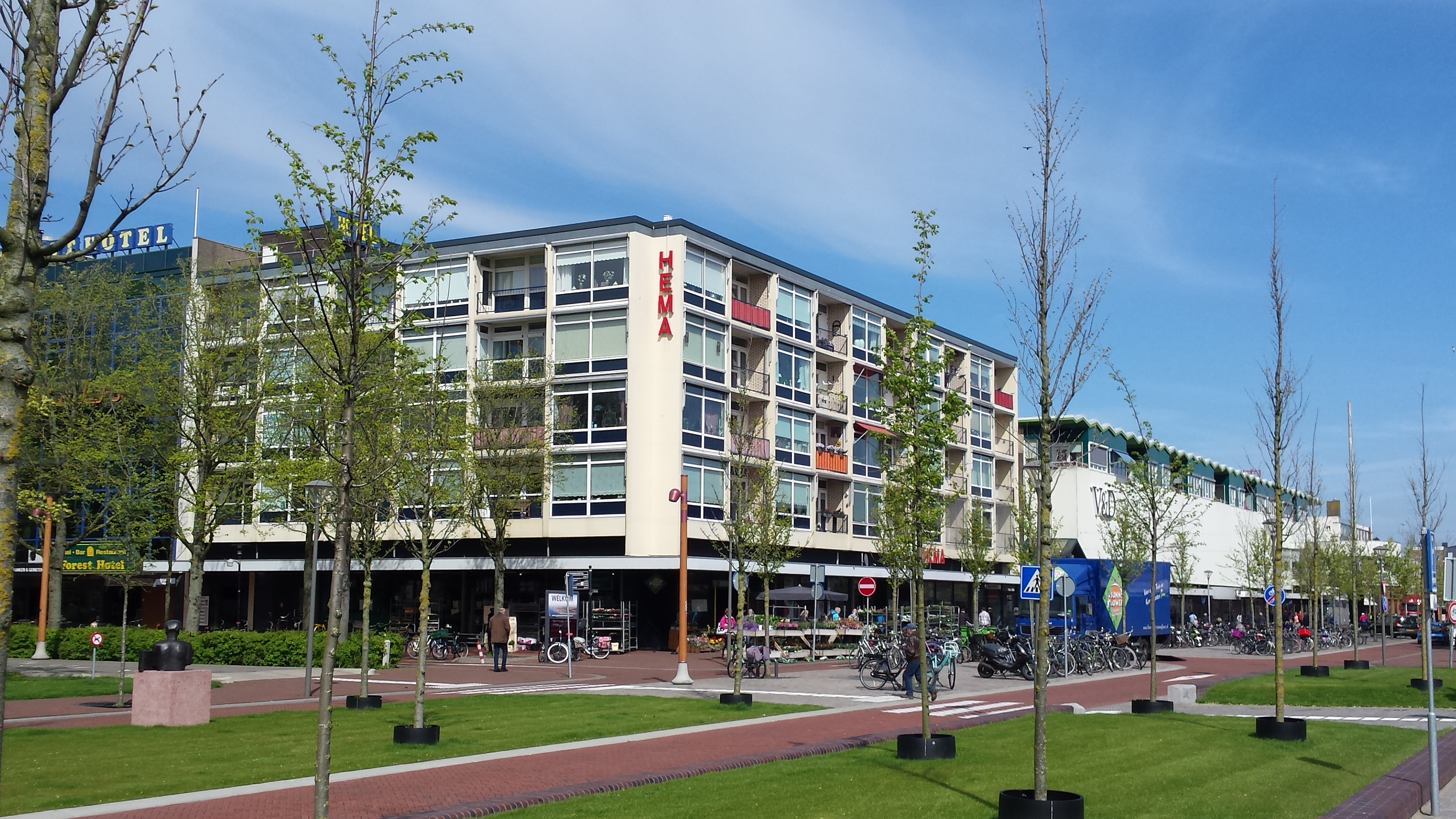
Wederopbouwgebouwen in de Beatrixstraat

Na de oorlog werd besloten dat Den Helder weer de marinehaven moest worden die het voor de oorlog was geweest. De wederopbouw kon beginnen. De Oude Helder, dat al bijna een eeuw niet meer het commerciële centrum van de stad was, werd nu een woonwijk met een eigentijdse architectuur. Elders werd de oorlogsschade zo goed mogelijk hersteld, al werden enkele belangrijke gebouwen als de Westerkerk en de synagoge niet herbouwd.
In de jaren 50 werd besloten om het centrum van de stad, dat uit 19e-eeuwse straatjes bestond, te moderniseren. Stedenbouwkundige Wieger Bruin bedacht het Centrumplan. Hiervoor werd de spoorlijn ingekort en voor een deel opgebroken, zodat het station zuidelijker kwam te liggen en er een betere verbinding tussen de verschillende wijken ontstond. Het nieuwe kopstation werd geopend in 1958. Ook werd de spoorlijn naar Alkmaar in dat jaar geëlektrificeerd.
De Beatrixstraat werd aangelegd, een moderne stadsstraat die het nieuwe station met de rijkswerf zou verbinden. Hiervoor werd een deel van de oorspronkelijke bebouwing opgeofferd. Nieuwe stedelijke blokken moesten het aanzien van Den Helder gaan bepalen. Niet alle plannen werden uitgevoerd, zodat de binnenstad veel van haar 19e-eeuwse bebouwing heeft behouden.
De stad binnen de linie was voor de oorlog al volgebouwd. Na de oorlog werden de wijken Nieuw-Den Helder en De Schooten aangelegd. Julianadorp groeide uit tot een dorp met veel nieuwbouw. Toen gemeente Callantsoog zich bij gemeente Zijpe voegde kwam een twee kilometer lange strook duinen en strand ten noorden van de Callantsogervaart bij gemeente Den Helder te horen. Zo kreeg de gemeente Den Helder haar huidige vorm.

### 21e eeuw

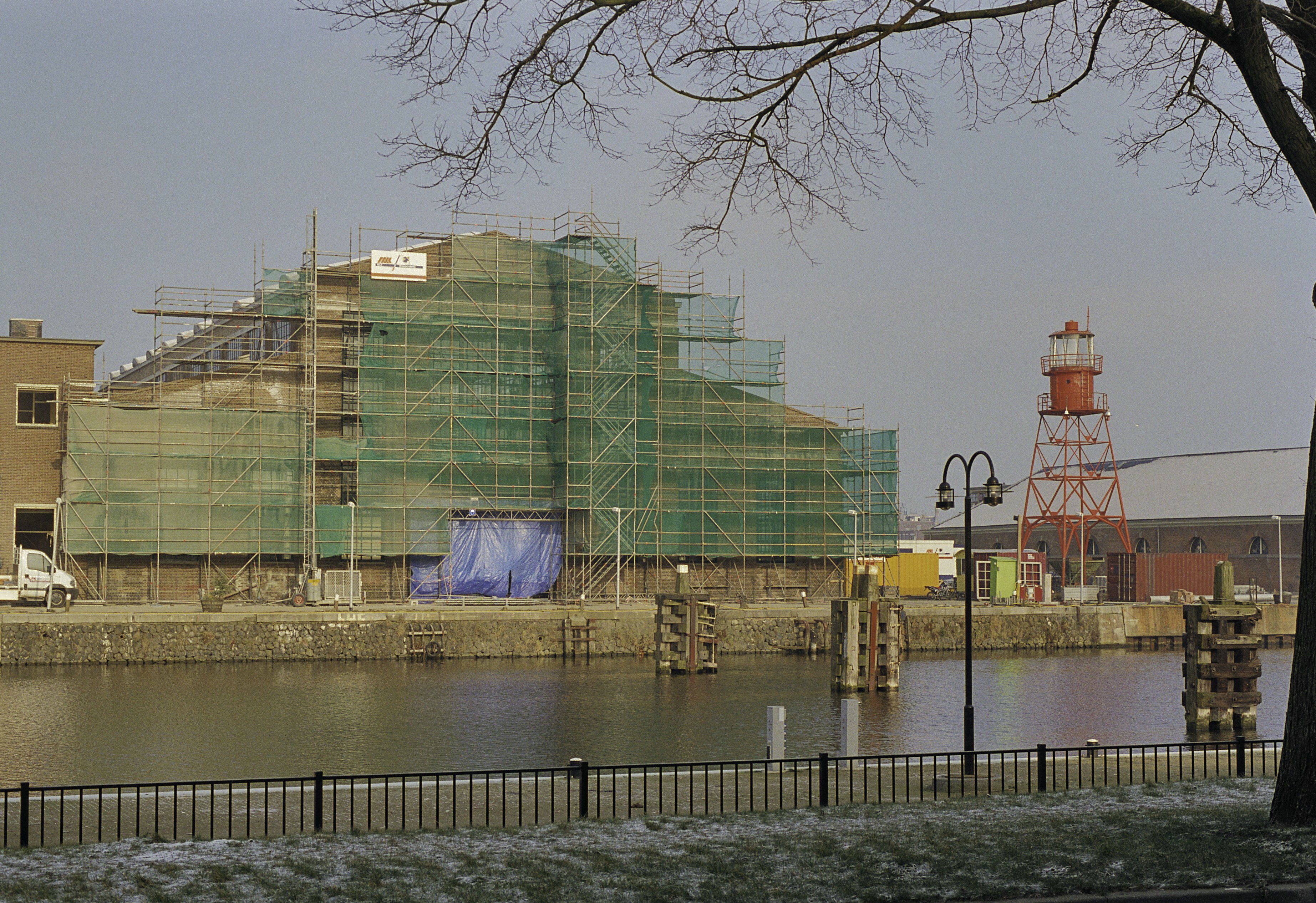
Restauratie oude rijkswerf

In het begin van de 21e eeuw maakte men plannen om de binnenstad van Den Helder op te knappen. Doel hiervan was om het centrum van Den Helder levendiger te maken. Om de vernieuwing van de binnenstad slagkracht te geven werd in 2008 Zeestad opgericht. Deze zelfstandige organisatie, met als aandeelhouders de gemeente Den Helder en provincie Noord-Holland, kreeg als opdracht om de stedelijke vernieuwing in Den Helder te ontwikkelen en uit te voeren. Op diverse plekken in het centrum waren door de sloop van vervallen panden gaten in de bebouwing ontstaan waardoor straten geen geheel meer vormden. Door het opvullen van deze plekken met nieuwbouw, het vervangen van vervallen panden en het in historiserende stijl renoveren van winkelgevels ontstond een aantrekkelijker centrum. Zeestad werd in 2020 genomineerd voor de Gouden Piramide vanwege de consistente en voortvarende aanpak van het centrumgebied. Een belangrijk onderdeel van het vernieuwde centrum is de oude rijkswerf Willemsoord. Nadat dit gebied was gerestaureerd in de jaren 90, werd in de 21e eeuw het plan opgevat om er horeca en uitgaansgelegenheden te realiseren. Dit leidde onder andere tot de bouw van een bioscoop en de nieuwe schouwburg. 
In de zomer van 2009 was Den Helder in de ban van een aantal grote branden, zo gingen in ruim een maand tijd het replica VOC-schip Prins Willem, een bollenbedrijf en een grote sporthal van het Lyceum aan Zee in vlammen op. Ook een voormalig Duits logements- of administratiegebouw uit de oorlog, in de volksmond het Casino genoemd brandde af. In 2019 is de ruïne van het Casino verbouwd tot Atlantikwall Centrum, een informatiecentrum over de Atlantikwall.

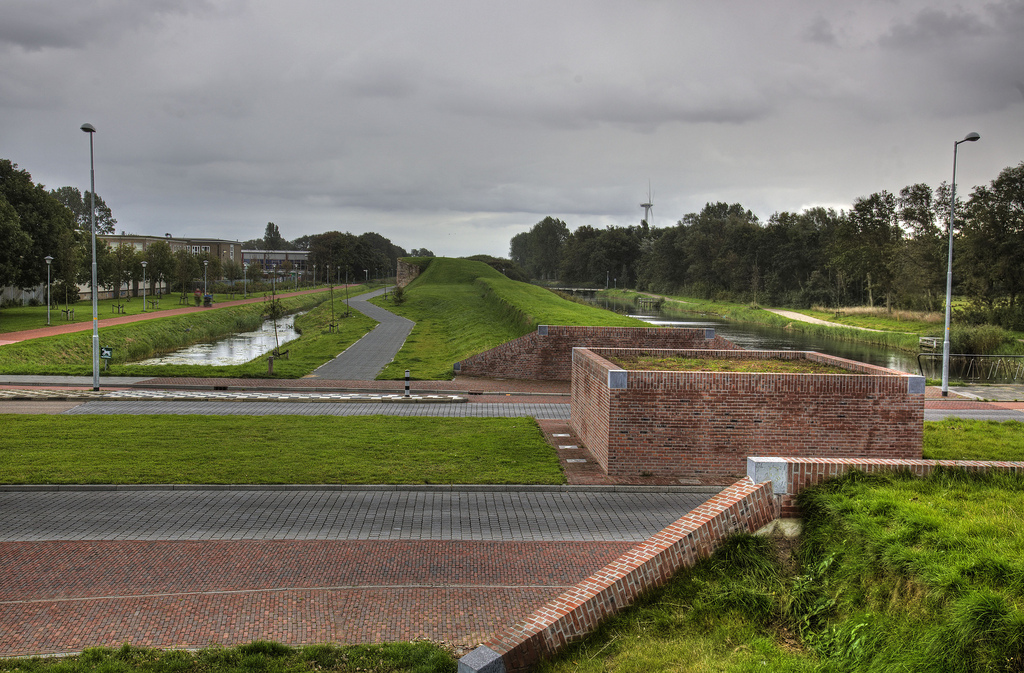
De linie met links de Stad binnen de Linie en rechts Nieuw-Den Helder

Tot omstreeks 2000 was het gebied in en rondom de Falgabuurt in Nieuw-Den Helder een achterstandsgebied. De buurt had te maken met drugsoverlast, werkloosheid, verloedering en misdaad. De overlast door de bewoners liep dermate uit de hand dat de gemeente eind jaren 90 besloot dat het zo niet langer kon. Er werd begonnen met de sloop van veel verpauperde flats. Deze flats werden vervangen door vrijstaande woningen in een duinachtig gebied. Op 18 mei 2011 opende koningin Beatrix het nieuwe winkelcentrum aan de Marsdiepstraat. Het even verderop gelegen winkelcentrum Falga werd opgeknapt, gemoderniseerd en kreeg de naam Duinpassage.
Rond dezelfde tijd werd begonnen met het opknappen van de Stelling Den Helder. Er was de laatste decennia weinig aan onderhoud gedaan. De gemeente besloot om de Stelling weer zichtbaar te maken. De bunkers en remises die in de linie te vinden zijn waren compleet overgroeid met bomen en struiken. Fort Dirks Admiraal was door vandalisme en het niet plegen van onderhoud in slechte staat; vrijwilligers hebben dit samen met Stichting Stelling Den Helder opgeknapt. Heden is het gedeelte tussen Sportlaan en Middenweg weer zichtbaar als een liniedijk.

## Geografie

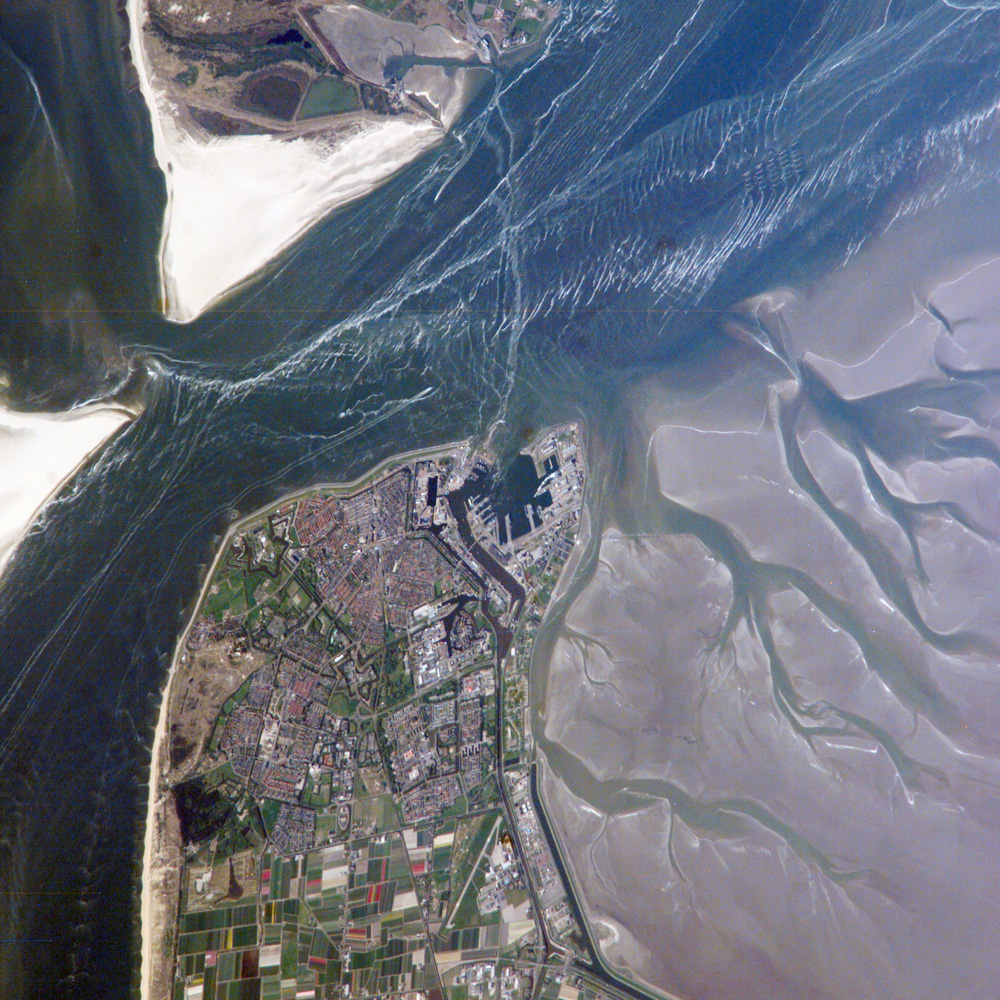
Satellietfoto Den Helder (NASA, 2007)

Den Helder ligt op het noordelijkste vasteland van de provincie Noord-Holland. Ten zuiden van de gemeente ligt de gemeente Schagen en ten zuidoosten de gemeente Hollands Kroon. In het westen ligt de Noordzee, in het oosten de Waddenzee en in het noorden de zeestraat het Marsdiep met aan de overkant het eiland Texel. Ongeveer twee kilometer noordwestelijk van het vasteland ligt zandplaat Noorderhaaks, ook wel Razende Bol genoemd, behorend tot het grondgebied van de gemeente Texel. Samen met de omliggende gemeenten maakt Den Helder deel uit van de Kop van Noord-Holland.
De gemeente heeft aan de Noordzeekust een duinenrij die ten noorden van Huisduinen overgaat op de zeedijk. In de Waddenzee ten oosten van Den Helder ligt de Laurens Brandligtdam. Het buitengebied van de gemeente is bekend om de in de lente kleurrijke bollenvelden.
Naast de stad Den Helder en de dorpen Huisduinen en Julianadorp heeft de gemeente nog enkele kleinere woonkernen. Ten westen van Julianadorp ligt de badplaats Julianadorp aan Zee, bestaande uit voornamelijk vakantiewoningen. Buurtschappen in de gemeente zijn De Kooy, de Friese Buurt en Noorderhaven. Officieel aangewezen bebouwde kommen binnen de gemeente zijn Den Helder, Huisduinen, Julianadorp, Julianadorp aan Zee, Kooypunt, Luchthaven en Oostoever.

### Klimaat
Den Helder heeft, zoals heel Nederland, een zeeklimaat. Doordat de gemeente aan drie kanten is omgeven door water zijn de temperaturen in de zomer vaak lager en in de winter vaak hoger dan elders in het land. Net ten zuiden van de bebouwde kom, op vliegveld De Kooy, staat een weerstation. Dit verving het weerstation op de dijk die vanwege de dijkverzwaring in 1972 moest wijken. Weerstation Den Helder is het oudste weerstation van het KNMI en stamt uit 1843. Den Helder is door het KNMI meermaals aangeduid als zonnigste plaats van Nederland en heeft met 2408.2 zonuren in 2022 het landelijk record van aantal zonuren per jaar in handen. Dit aantal verbrak het record van 2194 uit 2003 dat ook al in handen was van Den Helder. Gemiddeld scheen de zon 1887,8 uur, en viel er 786.6 mm neerslag per jaar over de periode 1991-2020.
| Maand | jan   | feb   | mrt   | apr  | mei  | jun  | jul  | aug  | sep  | okt  | nov   | dec   | Jaar  |
| --- | ----- | ----- | ----- | ---- | ---- | ---- | ---- | ---- | ---- | ---- | ----- | ----- | ----- |
| Hoogste maximum (°C) | 13,7  | 17,2  | 20,5  | 27,9 | 31,0 | 31,7 | 36,1 | 33,8 | 32,6 | 25,1 | 17,9  | 15,3  | 36,1  |
| Gemiddeld maximum (°C) | 6,0   | 6,2   | 8,7   | 12,4 | 15,8 | 18,5 | 20,8 | 22,1 | 18,3 | 14,3 | 10,0  | 7,0   | 13,3  |
| Gemiddelde temperatuur (°C)                                                                                                  | 4,0   | 3,9   | 5,9   | 9,0  | 12,4 | 15,2 | 17,5 | 17,8 | 15,4 | 11,6 | 7,8   | 5,0   | 10,5  |
| Gemiddeld minimum (°C) | 1,7   | 1,4   | 3,0   | 5,5  | 9,0  | 11,8 | 14,1 | 14,4 | 12,1 | 8,7  | 5,2   | 2,6   | 7,5   |
| Laagste minimum (°C) | −18,8 | −20,0 | −16,0 | −5,1 | −4,0 | −0,3 | 4,2  | 3,9  | 0,9  | −6,0 | −11,9 | −13,4 | −20,0 |
| |       |       |       |      |      |      |      |      |      |      |       |       |       |
| Neerslag (mm) | 65,6  | 50,1  | 43,7  | 34,9 | 42,0 | 58,7 | 62,5 | 89,1 | 84,7 | 96,5 | 83,5  | 75,3  | 786,6 |
| Zonuren (uur/dag) | 2,3   | 3,5   | 5,0   | 7,2  | 8,0  | 7,7  | 7,8  | 7,1  | 5,4  | 4,0  | 2,3   | 2,0   | 5,2   |
| Regendagen (dag) | 18,5  | 15,7  | 14,9  | 12,4 | 12,2 | 12,8 | 14,0 | 14,6 | 15,9 | 17,6 | 19,8  | 19,3  | 187,7 |
| Relatieve luchtvochtigheid (%)                                                                                               | 87,8  | 86,3  | 83,9  | 80,5 | 79,0 | 79,1 | 79,4 | 79,1 | 81,2 | 83,3 | 86,6  | 87,5  | 82,8  |
| Bron: Klimaatviewer (gemiddelden, 1991-2020), Wetterzentrale.de (recordtemperaturen; laatst geüpdatet per 10 augustus 2025). |       |       |       |      |      |      |      |      |      |      |       |       |       |

### Wijken
Binnen woonkern Den Helder wordt in het dagelijks leven onderscheid gemaakt tussen drie woonwijken; Stad Binnen de Linie, Nieuw-Den Helder en De Schooten.

#### Stad binnen de Linie
De Stad binnen de Linie is het oudste deel en wordt in het zuiden en westen begrensd door de verdedigingslinie van Den Helder. In dit stadsdeel bevindt zich de na de oorlog heropgebouwde buurt Oud-Den Helder, het centrum met winkelstraten en horeca, het station en de uitgaansgelegenheden. In het oosten ligt de Visbuurt, een volksbuurt met kleine, lage huisjes.

#### Nieuw-Den Helder

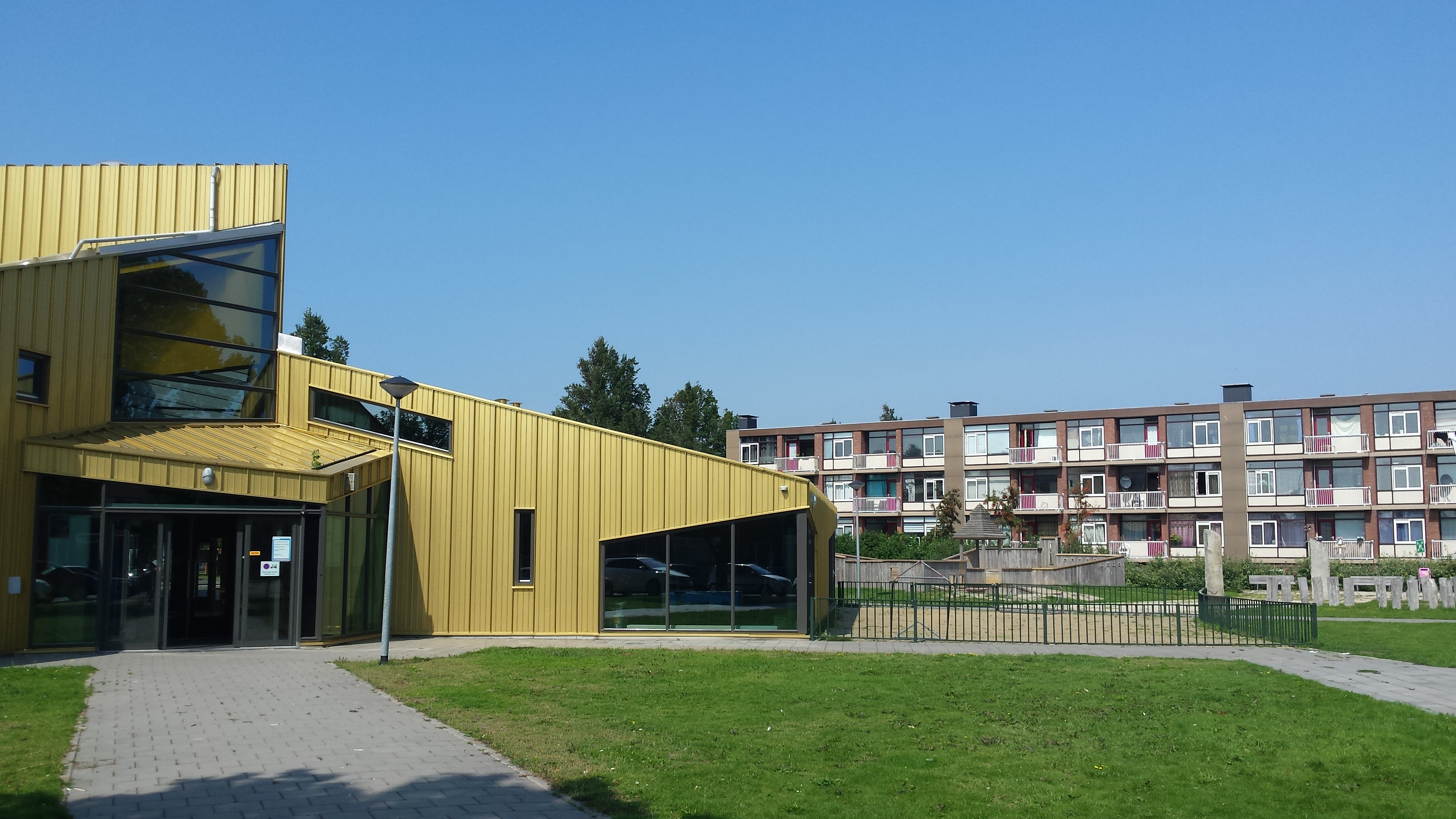
Wijkhuis en flatgebouw in Nieuw-Den Helder

De wijk Nieuw-Den Helder werd gebouwd vanaf de jaren 50 en is een wederopbouwwijk met oorspronkelijk voornamelijk portiekflats en lage rijtjeshuizen. Er zijn drie winkelcentra. In de 21e eeuw werden delen van de wijk gesloopt en vervangen door diversere soorten woningen zoals vrijstaande woningen, modernere appartementencomplexen en tiny houses.

#### De Schooten
Vanaf de jaren 60 werd het land ten oosten van de spoorlijn bebouwd; er kwamen flats en rijtjeshuizen. De wijk De Schooten werd gebouwd rond een gelijknamige boerderij. Naast deze boerderij, die dienstdoet als buurthuis, staat een winkelcentrum. Er wonen overwegend ouderen in de wijk.

#### Wijkindeling
Volgens het CBS telt de gemeente acht wijken, die zijn onderverdeeld in 65 buurten.
| Wijk                         | Postcode(s)      | Inwoners (2023) | Wijkindeling Den Helder |
| 1. Stad binnen de Linie-Oost | 1781             | 9.070           | Wijkindeling Den Helder |
| 2. Stad binnen de Linie-West | 1782             | 10.650          | Wijkindeling Den Helder |
| 3. Nieuw-Den Helder-West     | 1783, 1789       | 3.200           | Wijkindeling Den Helder |
| 4. Nieuw-Den Helder-Oost     | 1784             | 9.265           | Wijkindeling Den Helder |
| 5. De Schooten               | 1785             | 9.135           | Wijkindeling Den Helder |
| 6. Koegras                   | 1784, 1786, 1787 | 1.995           | Wijkindeling Den Helder |
| 7. Duinzoom                  | 1783, 1787       | 340             | Wijkindeling Den Helder |
| 8. Julianadorp               | 1787, 1788       | 12.870          | Wijkindeling Den Helder |
| Totaal                       |                  | 56.539          | Wijkindeling Den Helder |

Indeling volgens het CBS. Sinds 2010 zijn Huisduinen en Julianadorp eigen woonkernen met een eigen postcode (1789 voor Huisduinen, 1787 en 1788 voor Julianadorp).

### Natuurgebieden

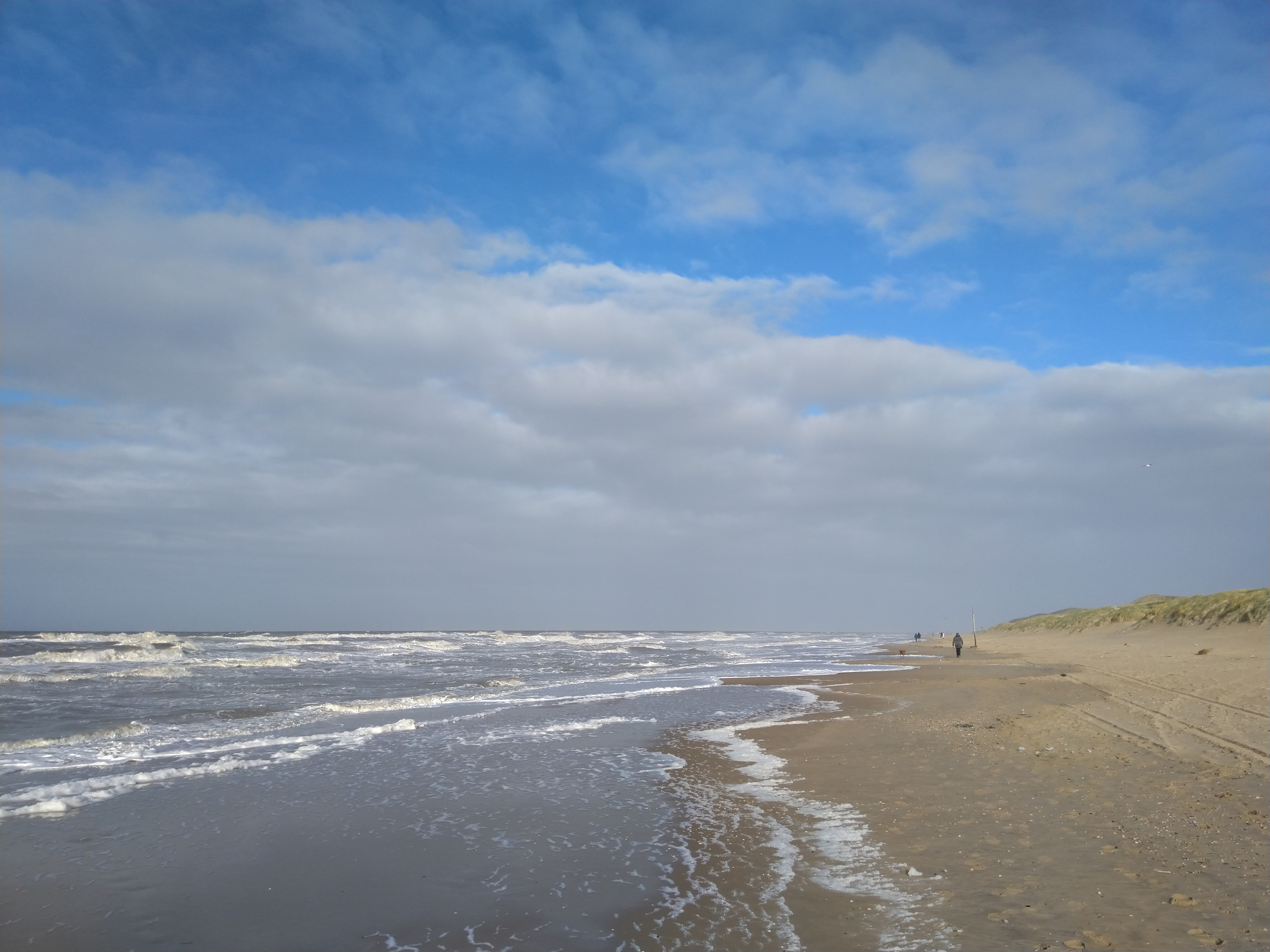
Het strand nabij Duinoord

De gemeente heeft zeven kilometer zandstrand met daarachter duingebied. De duinen in Den Helder zijn onderdeel van een groter Natura 2000-gebied. Tegen de duinen aan ligt het bos de Donkere Duinen. Dit dennenbos is in 1917 aangelegd. In de eerste plaats als werkvoorziening, maar met in het achterhoofd dat de volgroeide dennen mettertijd als stuthout voor de kolenmijnen konden dienen waardoor het bos geld zou opleveren. Anno 21e eeuw zijn naast naaldbomen ook veel loofbomen in het bos te vinden.
Naast het bos ligt aan de zuidkant natuurgebied Mariëndal en aan de noordkant het Refugium. Bij het dorp Huisduinen liggen het weidevogelgebied Huisduinerpolder en het gebiedje De Tuintjes. Tussen Nieuw-Den Helder en De Schooten ligt het vanaf 2012 ontwikkelde natuurgebied De Nollen. In het oosten van de gemeente, naast wadplaat Balgzand, ligt natuurgebied Balgzandpolder met de daarin gelegen vogelrots. Al deze gebieden worden beheerd door Landschap Noord-Holland.

## Mens en maatschappij

### Demografie

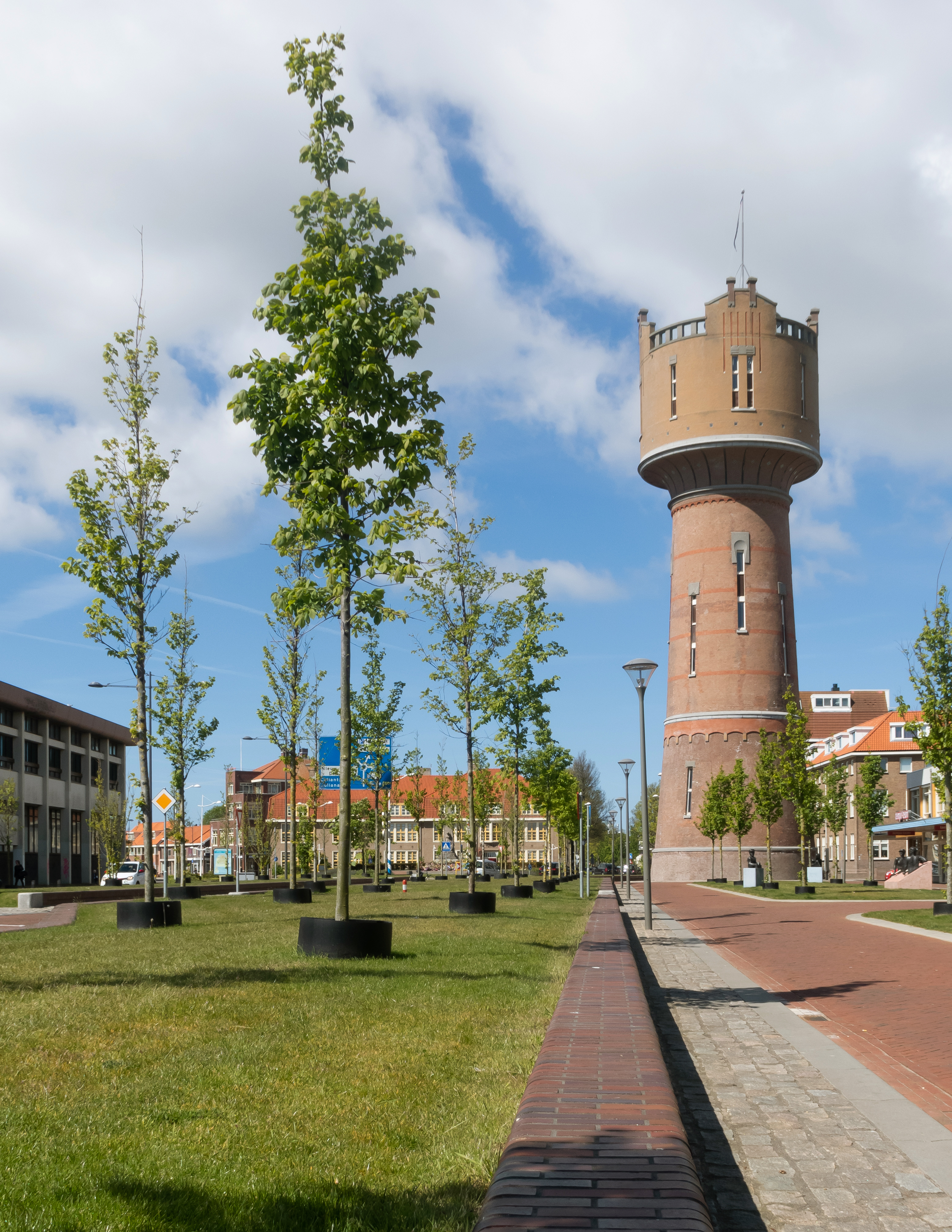
Watertoren aan de Beatrixstraat

De gemeente Den Helder heeft per 22 november 2024 56.432 inwoners (bron: CBS). Zo'n 41.000 inwoners wonen in de gelijknamige stad, de overige inwoners wonen grotendeels in de dorpen Julianadorp en Julianadorp aan Zee (12.870) en in Huisduinen (610). Het aantal inwoners daalde sinds 1985, toen het een piek van 64.000 bereikte. Vanaf 2019 is een lichte stijging in het aantal inwoners te zien.

#### Samenstelling
In 2024 bevond 51% van de bevolking zich in de leeftijdscategorie van 25 t/m 64 jaar. De groep van 24 jaar of jonger bedroeg 24,3% en de groep van 65 jaar of ouder bedroeg 24,7% van de bevolking. Vergeleken met Nederland in totaal wonen er in Den Helder minder kinderen en jongeren en meer 65-plussers.
Van de inwoners in Den Helder had anno 2024 22,9% een migratieachtergrond. Dit was vijf procent minder dan totaal in Nederland. Landen waar inwoners het vaakst vandaan komen waren Indonesië (16,3%), Curaçao (11,2%), Duitsland (7,6%) en Suriname (5,7%). Anno 2025 staan er 116 nationaliteiten geregistreerd in Den Helder.

#### Geloof
De meeste recente gegevens over het aantal gelovigen per gemeente zijn door het CBS in de periode 2010 t/m 2014 verzameld. Destijds voelde in Den Helder 36,1% van de bevolking zich betrokken bij een geloof of levensbeschouwing. Van de inwoners was 15,1% katholiek, 6,3% hervormd, 3,2% protestants, 2,9% gereformeerd en 2,5% islamitisch.

### Organisaties

#### Religies
Religieuze kerkstromingen of -genootschappen die binnen de gemeente zijn te vinden zijn de Rooms-Katholieke Kerk, Oud-Katholieke Kerk, Protestantse Kerk in Nederland, Pinksterbeweging, Hersteld Hervormde Kerk, De Deur, Evangelische gemeenten, Rios De Vida, New Song, Baptisme, Gereformeerde Gemeenten, GKv & CGK gezamenlijk, Nieuw-Apostolische Kerk, Apostolisch Genootschap, 24LIFE Church, Molukse Evangelische Kerk, Leger des Heils, Jehova's getuigen en het interkerkelijke Gemeenschappelijk Christelijk Centrum de Verkenningston. 
Verder zijn er een Ganeshatempel, de moskee Nida ul Islam en een Turkse moskee van Islamitische Stichting Nederland.

#### Genootschappen
Vrijmetselaarsloge Willem Frederik Karel is een vereniging in Den Helder die werd opgericht in 1825 en is vernoemd naar Frederik der Nederlanden. De vereniging is alleen toegankelijk voor mannen. Een ander genootschap in de stad is de in 1928 opgerichte Odd Fellowloge Neptunus. Deze is ook enkel toegankelijk voor mannen. In 1959 werd de vrouwenloge Falga Rebekkah opgericht. Deze twee Odd Fellowloges zijn gevestigd in hetzelfde gebouw, het Odd Fellow Huis in Nieuw-Den Helder. Ook is er een probusclub genaamd Probusclub Nieuwediep e.o.

#### Liefdadigheid
Den Helder heeft een voedselbank, goederenbank en een speelgoedbank.

##### Serviceclubs
Binnen de gemeente zijn diverse serviceclubs te vinden, zoals Rotary Club Den Helder-Julianadorp, Lions Club Den Helder en JCI 't Nieuwe Diep. Verder zijn er Soroptimistenclub de Razende Bol, Inner Wheel Den Helder en Nederlandsche Tafelronde RT16. Deze clubs werken samen aan projecten onder de naam Interservice.

#### Verenigingen
In Den Helder was tussen 1922 en 2018 kleindierensportvereniging H&O (Helder en Omstreken) actief. Sinds 1921 wordt de duivensport in verenigingsverband beoefend in de stad. De Vogelwerkgroep Den Helder e.o. zet zich sinds 1982 in om de aandacht en interesse voor natuur en met name vogels te bevorderen.
Op het gebied van speelgoed waren vanaf eind 20e eeuw meerdere speel-o-theken actief. De laatste sloot in 2024 haar deuren. Sinds 1955 is verzamelaarsvereniging Crescendo actief, oorspronkelijk voor verzamelaars op allerlei gebieden, maar anno 2025 nog slechts voor verzamelaars van postzegels. MC Roadrunner is een motorclub met een terrein annex clubhuis in het oosten van Nieuw-Den Helder.

#### Duurzaamheid
In Nieuw-Den Helder zijn een weggeefwinkel en een consuminderhuis te vinden. Deze laatste is erop gericht om mensen te helpen meer te doen met minder middelen.

### Taal
Den Helder heeft geen kenmerkend eigen dialect, maar kan tot het West-Friese dialectgebied gerekend worden. Bepaalde woorden uit het West-Fries zijn aanwezig, zoals 'piepers' (aardappels), 'boet' (schuurtje) en 'diggelegoed' (porselein). Daarnaast is de invloed van de marine zichtbaar op de taal. Onder andere de woorden 'eik' (hond, van het Engelse tyke), 'pendek' (onderbroek, Maleis), 'tjetten' (schilderen, Maleis) en 'blauwe hap' (Indische rijsttafel).

### Wonen
Binnen de gemeente zijn Woningstichting Den Helder en Woontij actief als woningcorporaties. In Den Helder waren in 2024 28.734 woningen. Van deze woningen is 56,1% een koopwoning en 73% een eengezinswoning, respectievelijk ca. twee procent onder en ca. tien procent boven het landelijk gemiddelde. Van 2012 tot en met 2024 kwamen er 1800 woningen bij. Na de kredietcrisis bleef vanaf 2008 de gemiddelde koopsom van huizen binnen de gemeente schommelen rond de 150.000 euro. Vanaf 2018 is een sterke stijging waarneembaar met een gemiddelde koopsom van €226.000 in 2021 en €292.000 in 2024.
Vier vijfde van de woningen is gebouwd na de Tweede Wereldoorlog, waarvan ongeveer een kwart in de periode 1960-1970. Slechts een kleine vier procent is gebouwd voor het jaar 1906.

## Cultuur
Den Helder is vooral bekend om de vele bezienswaardigheden die met de marine te maken hebben. De stad heeft een aantal 19e-eeuwse kerken en opvallende gebouwen. Een deel van Den Helder is een beschermd stadsgezicht en in de gemeente staan verscheidene gemeentelijke-, provinciale- en rijksmonumenten (in gemeente en stad).
Op het gebied van cultureel erfgoed zijn sinds 1988 de Helderse Historische Vereniging en sinds 2014 Stichting Afgestoft actief. Van 1991 tot in 2022 bestond de Helderse Vereniging voor Sociale Geschiedenis. Bij Regionaal Archief Alkmaar zijn onder andere het krantenarchief en het gemeentearchief ondergebracht.

### Bouwwerken

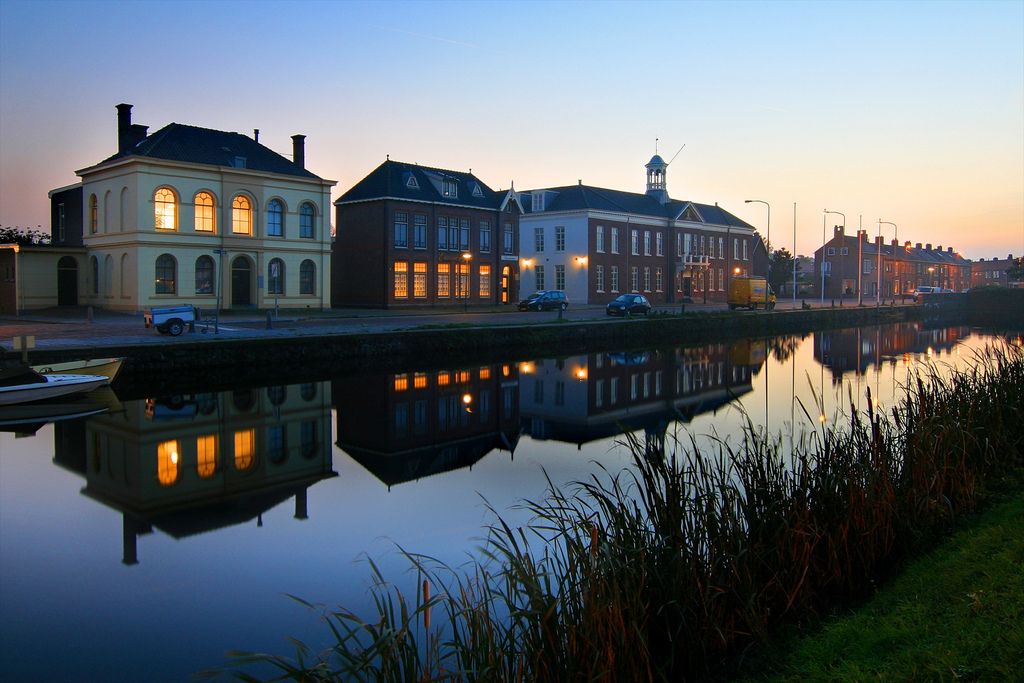
Kantoorpanden aan de Kerkgracht

Aan de Kerkgracht staat het voormalige raadhuis van Den Helder. Het monumentale pand werd gebouwd in 1851 en deed tot de jaren 1920 dienst als weeshuis. Het gebouw onderging toen een verbouwing tot raadhuis en behield deze functie tot de jaren 80. Op 22 januari 2005 brak er brand uit in het pand; het werd inclusief het karakteristieke torentje in oorspronkelijke staat hersteld. Even verderop aan dezelfde gracht staat het gerechtsgebouw uit 1864. Schuin tegenover deze panden staat het Nationaal Monument voor het Reddingswezen, in de volksmond Het Carillon genoemd.
Op het marineterrein aan de Paleiskade/Het Nieuwe Diep staan het commandementsgebouw uit 1823 en het gebouw van het Koninklijk Instituut voor de Marine uit 1870. Aan Het Nieuwe Diep staat ook het gebouw voor het loodswezen uit 1847. Aangrenzend aan het marineterrein ligt de oude rijkswerf Willemsoord. Dit gebied is vanaf 1812 bebouwd voor de Koninklijke Marine en bevat vele bezienswaardige gebouwen.
De Nieuwe Kerk is ondanks de naam thans de oudste kerk van de stad en werd gebouwd in 1839. In de jaren 1860 was dichter Piet Paaltjens predikant van de kerk. In 1840 werd aan de Kerkgracht de Petrus-en-Pauluskerk ingewijd, de oudste kerk van het Bisdom Haarlem-Amsterdam. Het is de enige katholieke kerk in de Helderse binnenstad sinds de sluiting in 1990 van de Onze-Lieve-Vrouw-Onbevlekt-Ontvangenkerk uit 1876, ontworpen door Theo Asseler. De OLVOO-kerk staat in de Visbuurt en in de voormalige kerk was tot in 2021 een klimmuur gevestigd. Niet ver van de Petrus-en-Pauluskerk aan de Kerkgracht staat de doopsgezinde Driemasterkerk uit 1853. Tot 2015 was deze in gebruik voor kerkdiensten. Hierna kreeg het een bestemming als cultureel centrum en sinds 2022 is het in gebruik als woonhuis. In Nieuw-Den Helder opende in 1991 een hindoeïstische tempel. Na een verbouwing en heropening in september 2013 heeft de tempel een ruim 17 meter hoge gopuram-toren. Het is de oudste Ganesh-tempel van Nederland.

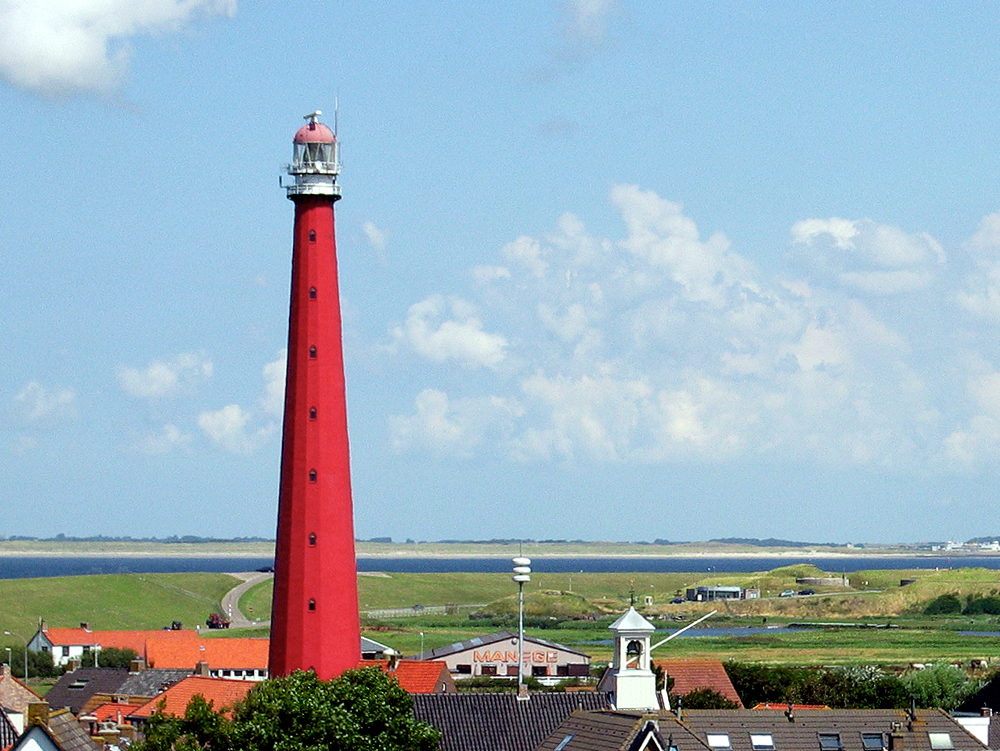
Vuurtoren in Huisduinen

De vuurtoren van Den Helder heet in de volksmond Lange Jaap en staat bij Huisduinen. Met 63,45 meter is het de hoogste gietijzeren vuurtoren van Europa. De 16-zijdige toren is gebouwd in 1877 en het licht werd op 1 april 1878 ontstoken. In het centrum nabij rotonde De Vijfsprong staat de watertoren. Deze toren is gebouwd in 1907 ter vervanging van de oude watertoren, die werd gebouwd in 1856 als een van de eerste watertorens van Nederland en die werd gesloopt in 1908. In de jaren 1950 kreeg de nieuwe toren een betonlaag aan de buitenkant, in 2005 is hij in oorspronkelijke staat hersteld met bakstenen afwerking.

### Oorlogsmonumenten

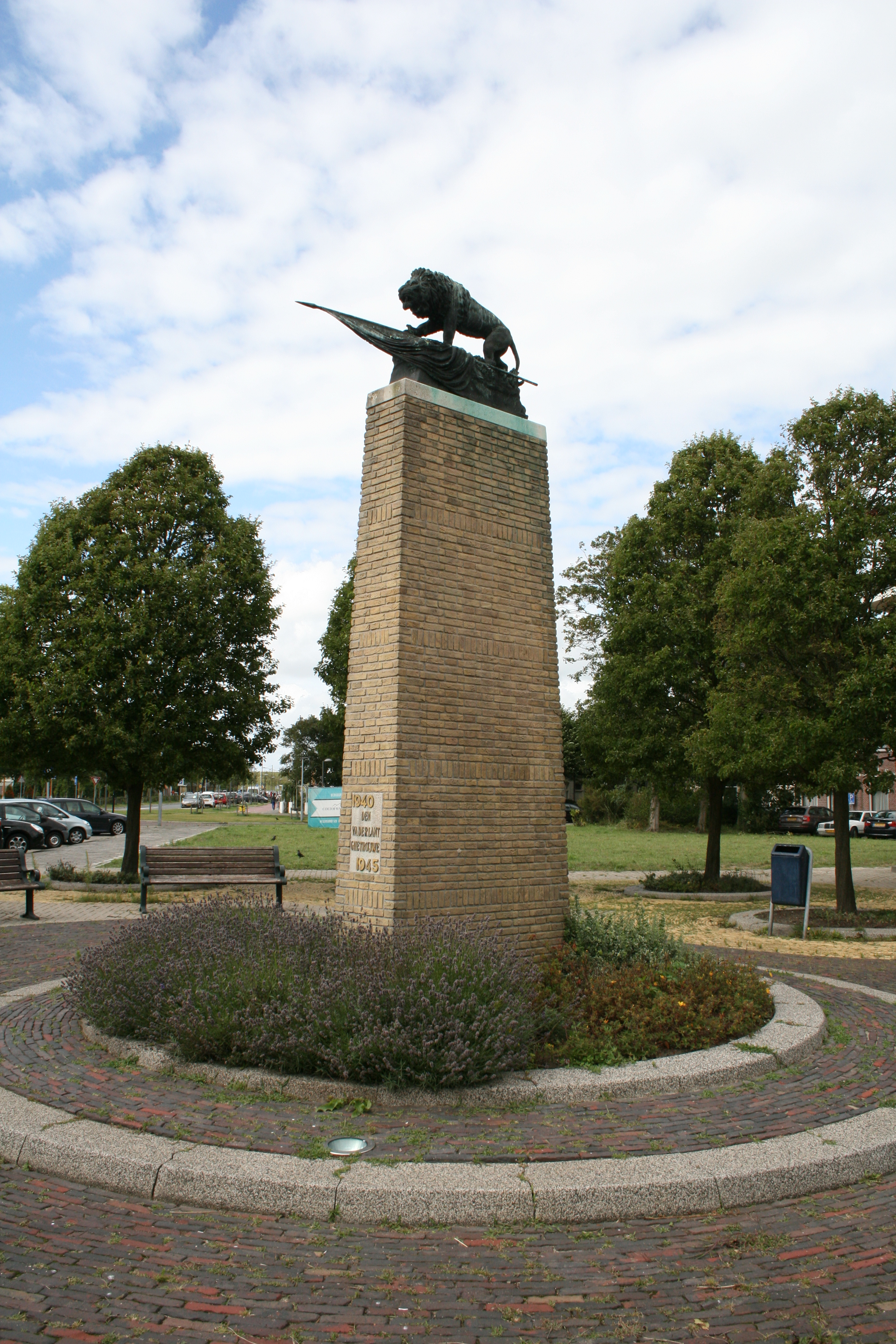
Algemeen monument
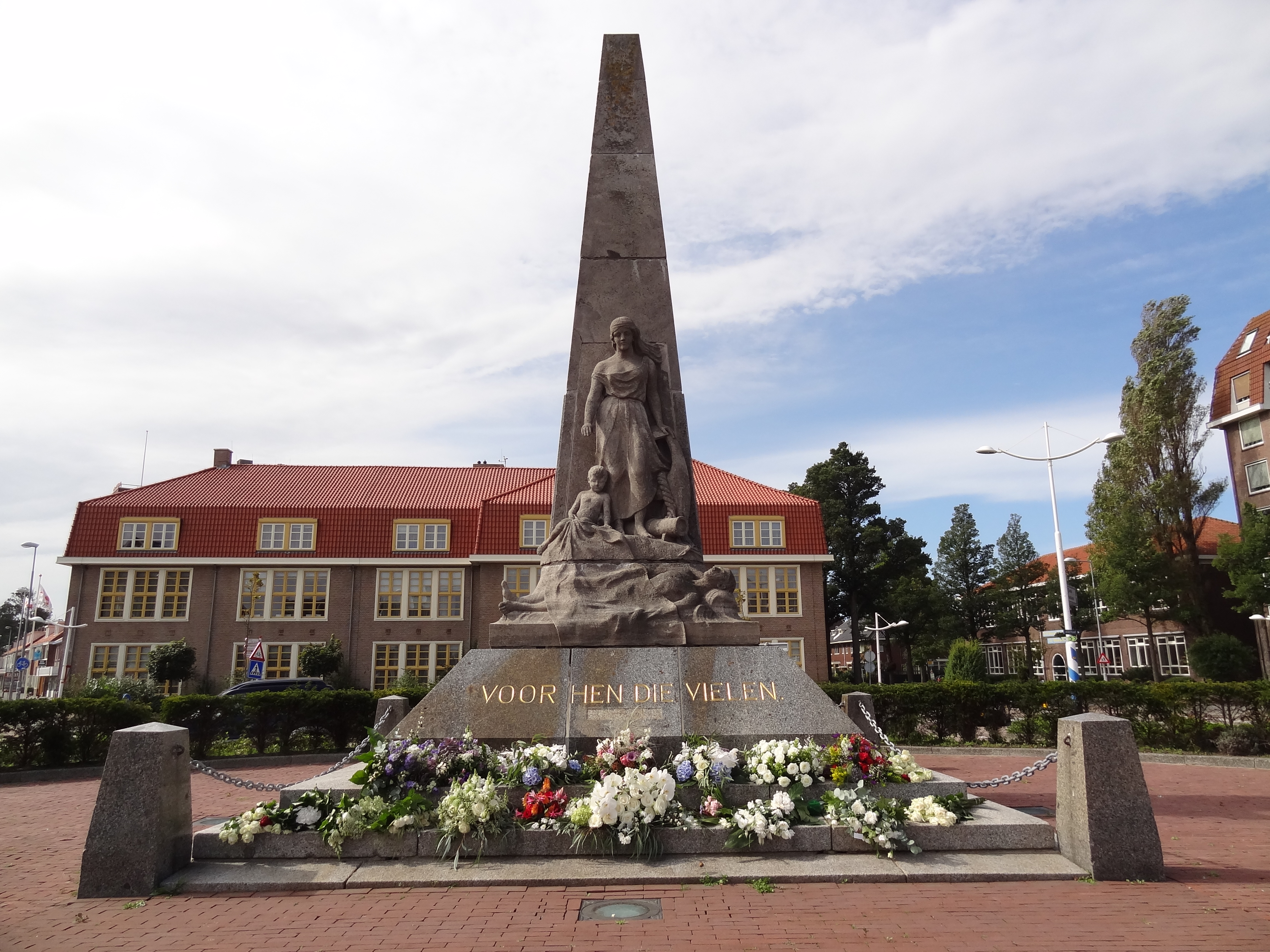
Marinemonument
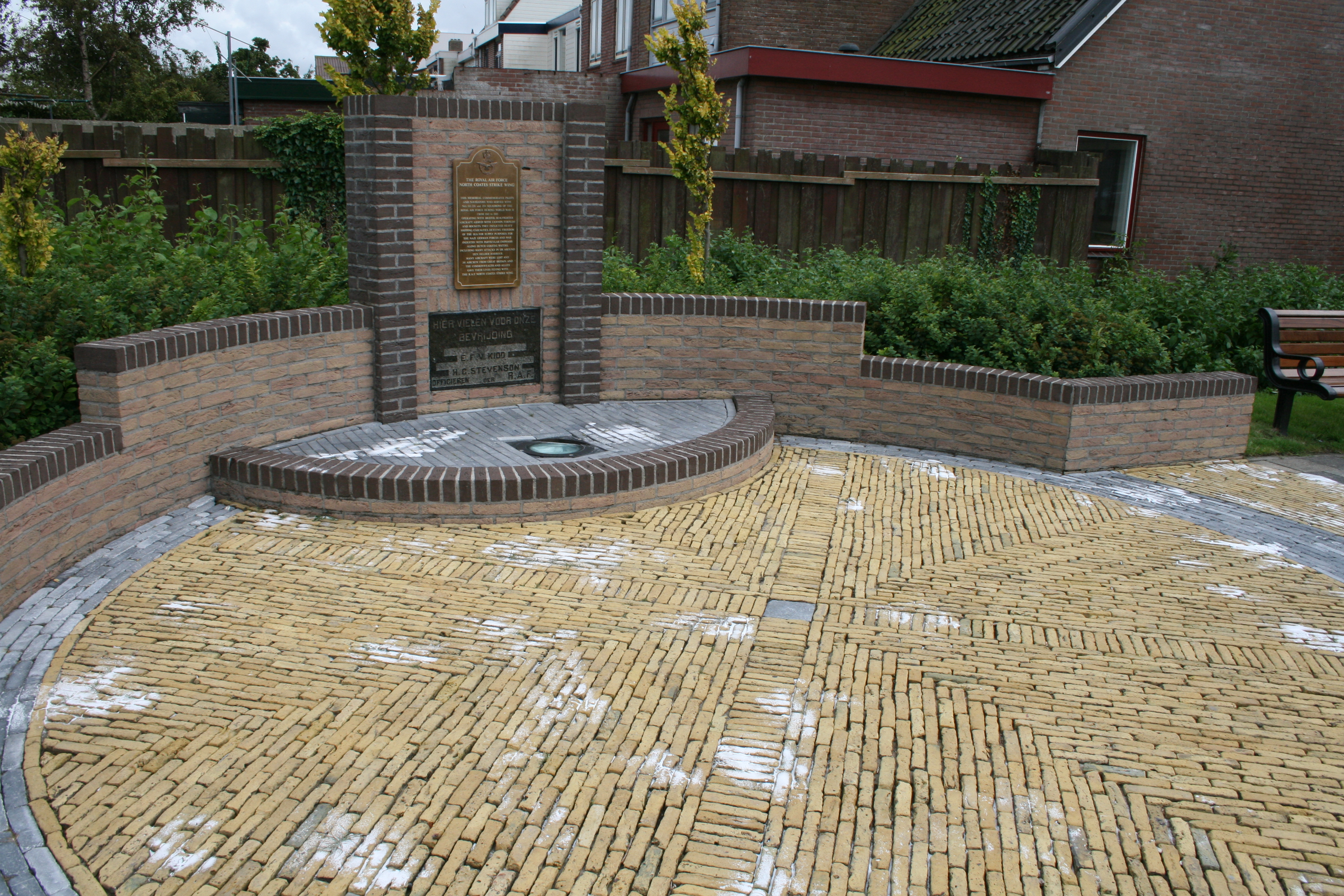
Vliegersmonument
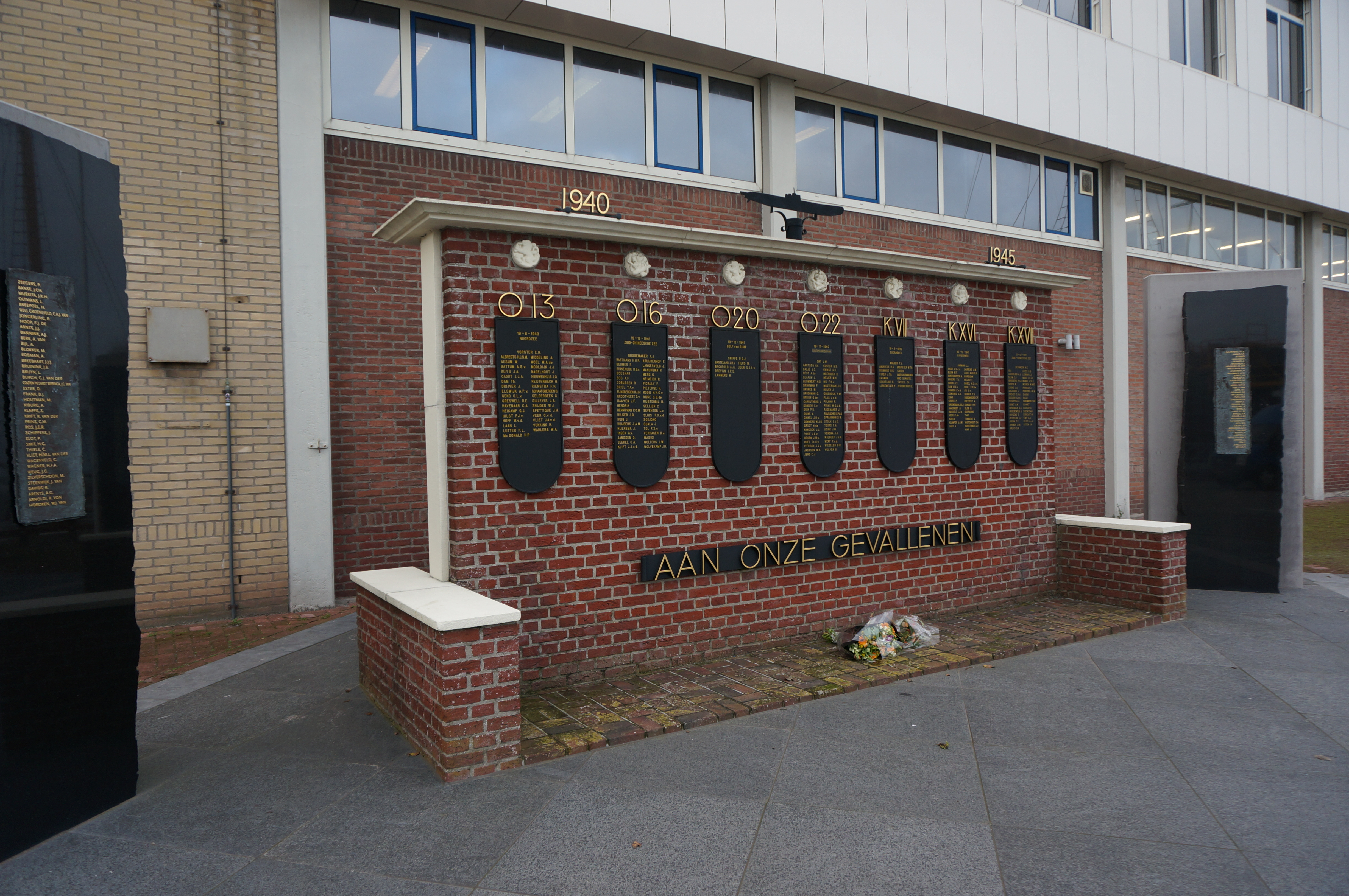
Monument Onderzeedienst
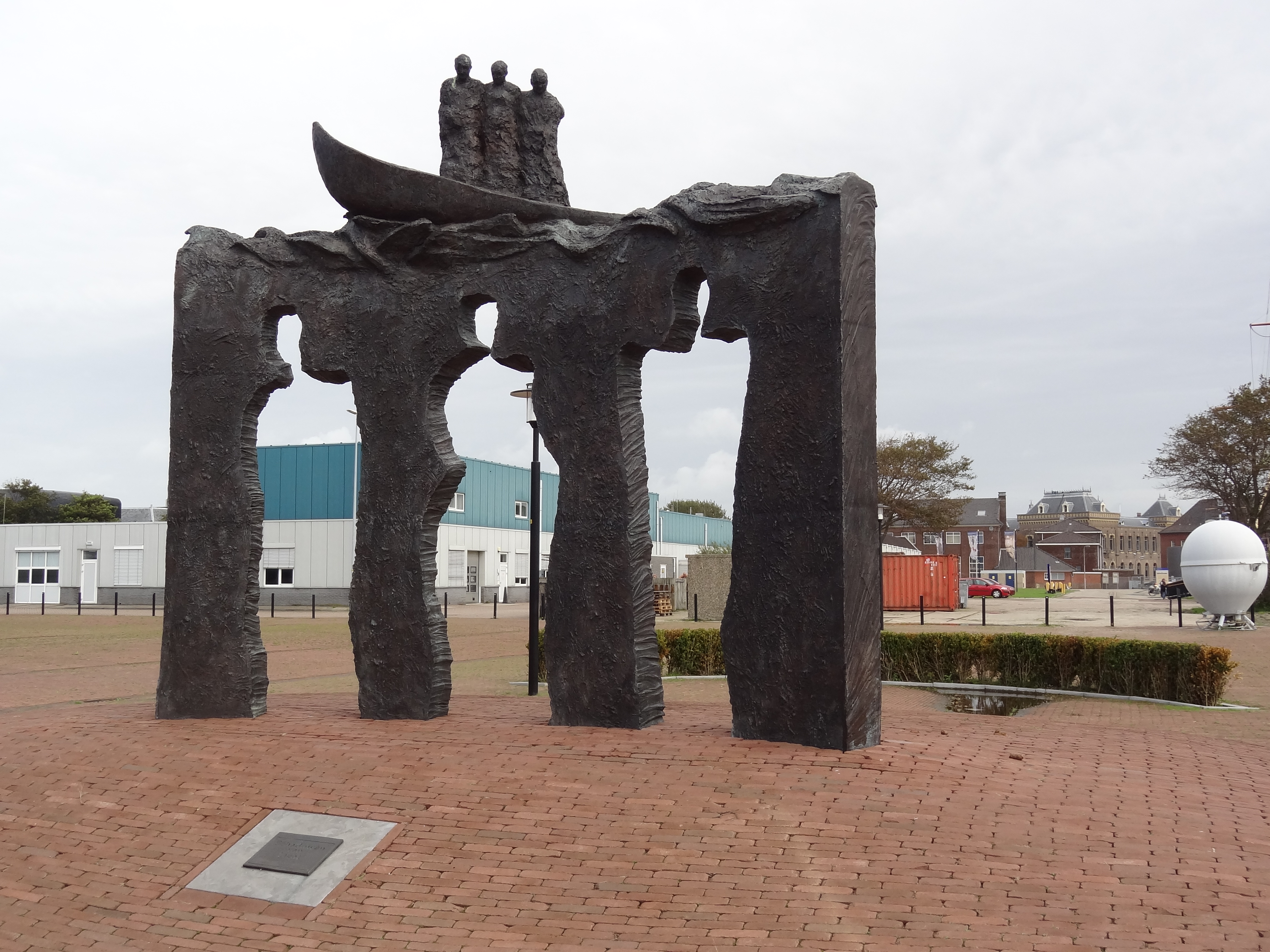
Monument militairen Nederlands Koninkrijk

Sinds 2018 bestaat er een stichting die herdenkingsstenen aanbrengt in trottoirs bij woonadressen van in de Tweede Wereldoorlog vermoorde Joden. De herdenkingsstenen zijn een Helderse variant op de Stolpersteine die in veel Europese landen te vinden zijn.

### Begraafplaatsen
Net buiten Huisduinen ligt de Algemene begraafplaats Den Helder uit de 17e eeuw, met onder meer een joodse begraafplaats. Aangrenzend ligt de RK begraafplaats Sint-Jozef. In vroegere tijden was er op de plek waar nu woonwijk De Schooten staat een begraafplaats van de oudkatholieken; die werd tot begin 19e eeuw gebruikt. De begraafplaats lag op een terp genaamd het Torp, waar in de 16e eeuw een kapel stond. Bij opgravingen en onderzoek in 1965 en 1997 werden er grafstenen en skeletten gevonden.

### Parken
Het Julianapark was een 19e-eeuws park bij het oude station van Den Helder. Toen dit station in 1958 werd gesloopt moest ook een groot deel van het park wijken voor nieuwbouwplannen voordat het een decennium later helemaal verdween. In het begin van de 21e eeuw werd begonnen met de aanleg van het nieuwe Stadspark op nagenoeg dezelfde plek als waar het Julianapark lag, tussen het huidige station en de zeedijk. Het in de jaren 30 aangelegde Timorpark ligt aan de westrand van de stad binnen de linie. Tussen 1965 en 2009 was de naam van dit park Churchillpark. In het park staat een muziekkoepel, die is nagemaakt naar voorbeeld van een vroegere muziekkoepel in het oude Julianapark. 
In recreatiepark Mariëndal zijn een natuur- en milieueducatiefcentrum en kinderboerderij, een openluchttheater en een klimbos te vinden. Andere parken in de gemeente zijn: recreatiepark Quelderduyn, het Rehorstpark en het Schooterduinpark in De Schooten, het Duinpark (op locatie van voormalig Kennedypark) en het Kreekpark in Nieuw-Den Helder en het Loopuytpark in Julianadorp.

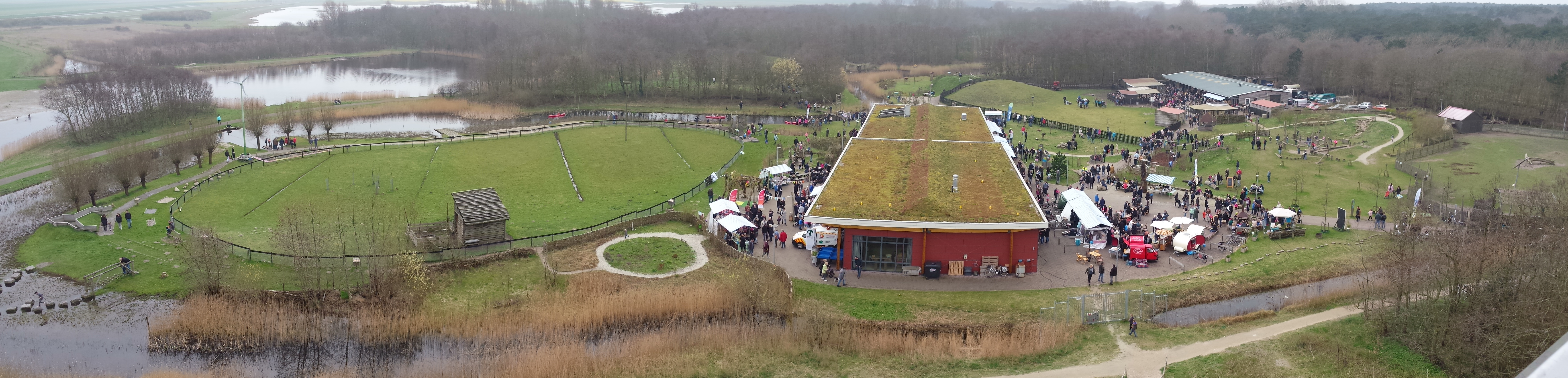
Bezoekerscentrum De Helderse Vallei in het natuur- en recreatiegebied Mariëndal

In de gemeente staan een vijftal koningsbomen. Deze bomen zijn geplant ter gelegenheid van inhuldigingen of jubilea van het Koninklijk Huis. In een plantsoen aan de Koningstraat staat een nazaat van de Anne Frankboom. Bij bomen die door de gemeente als monumentaal zijn aangewezen staan bordjes. Er bevinden zich drie Tiny Forests in de gemeente. In het centrum van Den Helder is Hortus Overzee te vinden.

### Vrijetijdsbesteding
Op het strand binnen de gemeente zijn meerdere strandpaviljoens aanwezig. Bij strandslag Falga is een naaktstrand. Sinds 2011 staan er in de zomermaanden strandhuisjes van Landal GreenParks bij Julianadorp aan Zee. Het strand werd van 1973 tot 2021 bewaakt door Reddingsbrigade Den Helder, sinds 2010 gebeurde dit in samenwerking met Stichting Strandexploitatie Noordkop (SSN). In 2021 besloot SSN de strandbewaking zelf op zich te nemen en werd deze stichting, die namens de gemeente ook het beheer over het strand en de strandopgangen uitvoert, lid van Reddingsbrigade Nederland.
De wandelroute Noord-Hollandpad loopt van noord naar zuid door de gemeente en daarbij langs een deel van de kanoroute tussen Den Helder en Julianadorp. Een extra route van het Nederlands Kustpad loopt over Helders grondgebied. Een van de pelgrimsroutes naar Santiago de Compostella begint op Texel en loopt door Den Helder naar Anna Paulowna waar het aansluit op de Jacobsweg Amstelredam. Sinds 2019 is het mogelijk een NS-wandelroute te lopen met de naam Helderse Duinen. De ANWB heeft in samenwerking met de KNRM de Redders op zee-route uitgestippeld. Daarnaast zijn er nog zo'n tien routes van het Wandelnetwerk. Verder zijn in Nieuw-Den Helder vijf wandelroutes te vinden onder de naam Het Groene Lint. In de wijk De Schooten en in Julianadorp zijn onder de naam Ommetje wandelroutes te vinden van 1, 2 of 3 kilometer. Circa 2009 was er een bewegwijzerde wandelroute van de ANWB genaamd Kijkduinroute. De Dijk en Duinroute van de ANWB, een bewegwijzerde rondrit voor motorvoertuigen door de Noordkop, liep ook door Den Helder.

### Musea en kunst

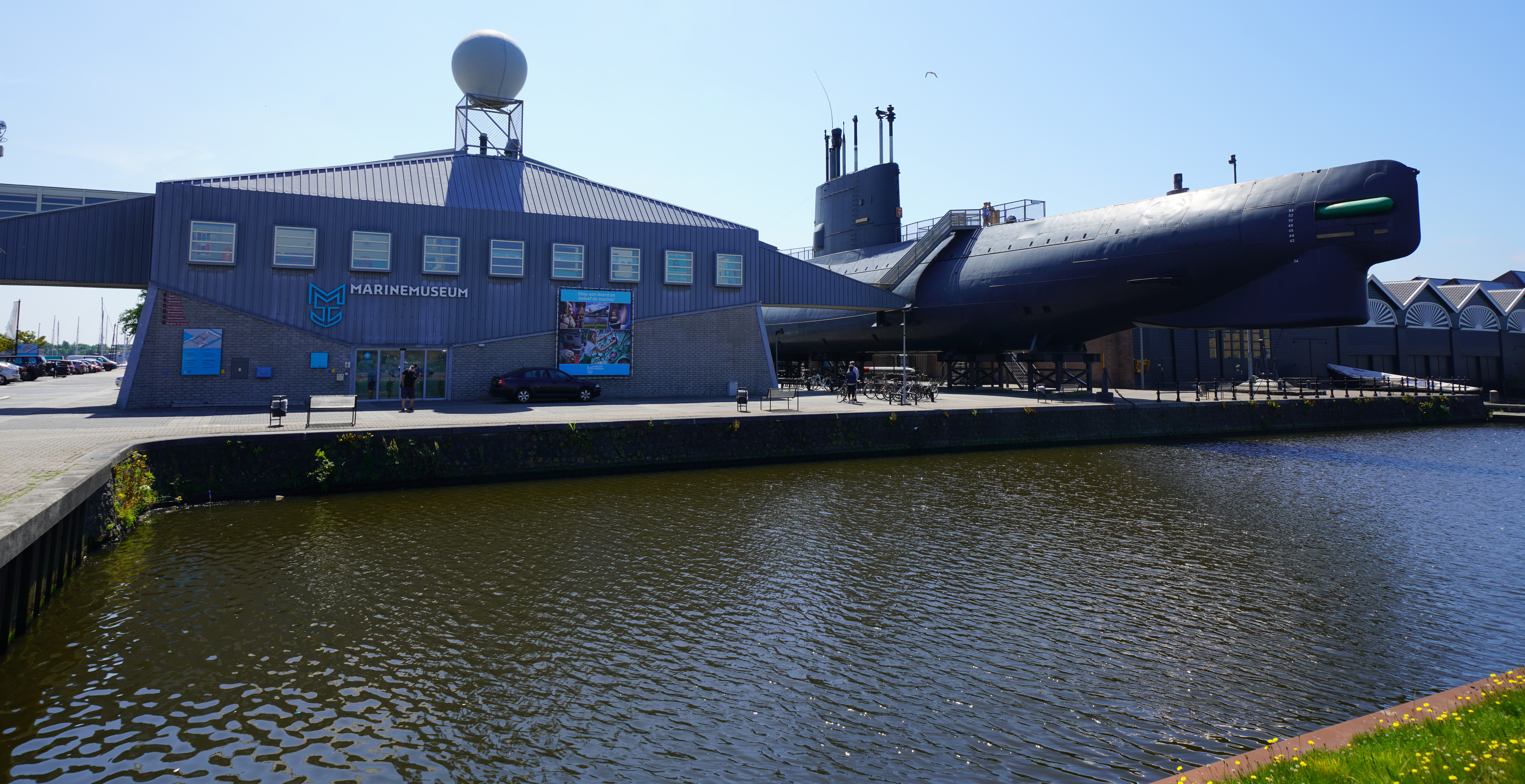
Marinemuseum op Willemsoord

In de stad zijn voornamelijk nautische musea te vinden. Waaronder het Marinemuseum op de voormalige rijksmarinewerf Willemsoord. Het laat de geschiedenis van de Koninklijke Marine zien. In het water buiten het museum liggen twee museumschepen en op het land staat onderzeeboot Hr.Ms. Tonijn tentoongesteld. Verder zijn op Willemsoord te vinden het museumlichtschip Texel en het Nationaal Reddingmuseum Dorus Rijkers, een museum over het Nederlandse reddingwezen op zee. Ook dit museum heeft museumschepen in het water liggen. Aan de rand van de binnenstad beheert Stichting Afgestoft het Helders Museum met als thema de geschiedenis van Den Helder.
In Huisduinen ligt Fort Kijkduin, een in 1811 in opdracht van Napoleon Bonaparte gebouwd fort waar sinds 1996 een museum is met onder andere een zeeaquarium en het skelet van een potvis. Ook het Atlantikwall Centrum, een museum over de oorlogsgeschiedenis van Den Helder en het Waddengebied, is in Huisduinen te vinden. Er zijn ongeveer een handvol bunkers binnen de gemeente die, ingericht als museum en draaiende gehouden door vrijwilligers, incidenteel geopend zijn. In Julianadorp bevindt zich agrarisch museum Weten en Werken. Enkele van de grote musea doen mee aan een jaarlijkse museumnacht.
De Helderse Kunstliga ontstond in de jaren 1960 in het gebouw van de Gemeentelijke Sociale Dienst. Het verhuisde achtereenvolgens naar de kelder van de bibliotheek in de Hector Treubstraat en voormalig School 7. De Kunstliga bood een werkplaats voor kunstenaars en organiseerde tentoonstellingen. Een van de kunstenaars die in School 7 zijn atelier had was Rudi van de Wint die daarnaast in het duinlandschap van De Nollen met grote kunstwerken van cortenstaal zijn levenswerk vormgaf. De Kunstliga hield in 2009 op te bestaan waarna de tentoonstellingsfunctie werd overgenomen door stichting Kunsthal 52 op Willemsoord. Kunsthal 52 sloot om financiële redenen in 2012 en als opvolger werd in 2014 Kunsthal 45 geopend in de Koningstraat. Na diverse verhuizingen is het de bedoeling dat de kunsthal zich, na gereedkomen van het gebouw, in de kelder van de voormalige V&D zal vestigen. Verspreid over de gemeente zijn meerdere galeries te vinden en er is een kunstuitleen. Verder is de Noorder Kunstkring actief, deze vereniging werd in 1925 opgericht en wil beeldende kunst bevorderen en ontwikkelen.
Sinds 2016 wordt jaarlijks, in de donkere wintermaanden, een lichtkunstroute georganiseerd door Citymarketing Den Helder.
In april 2018 werd het Rob Scholte-museum, gevestigd in het voormalige postkantoor naast station Den Helder, ontruimd. Het internationaal bekende Käthe Kruse-poppenmuseum sloot in 2013, na 25 jaar, zijn deuren. Onder het politiebureau aan de Polderweg was het Politiemuseum gevestigd en in de Molenstraat was tot eind 2012 het Solexmuseum te vinden. In de watertoren bevond zich vanaf 1976 het Mineralogisch Museum.

### Literatuur en muziek

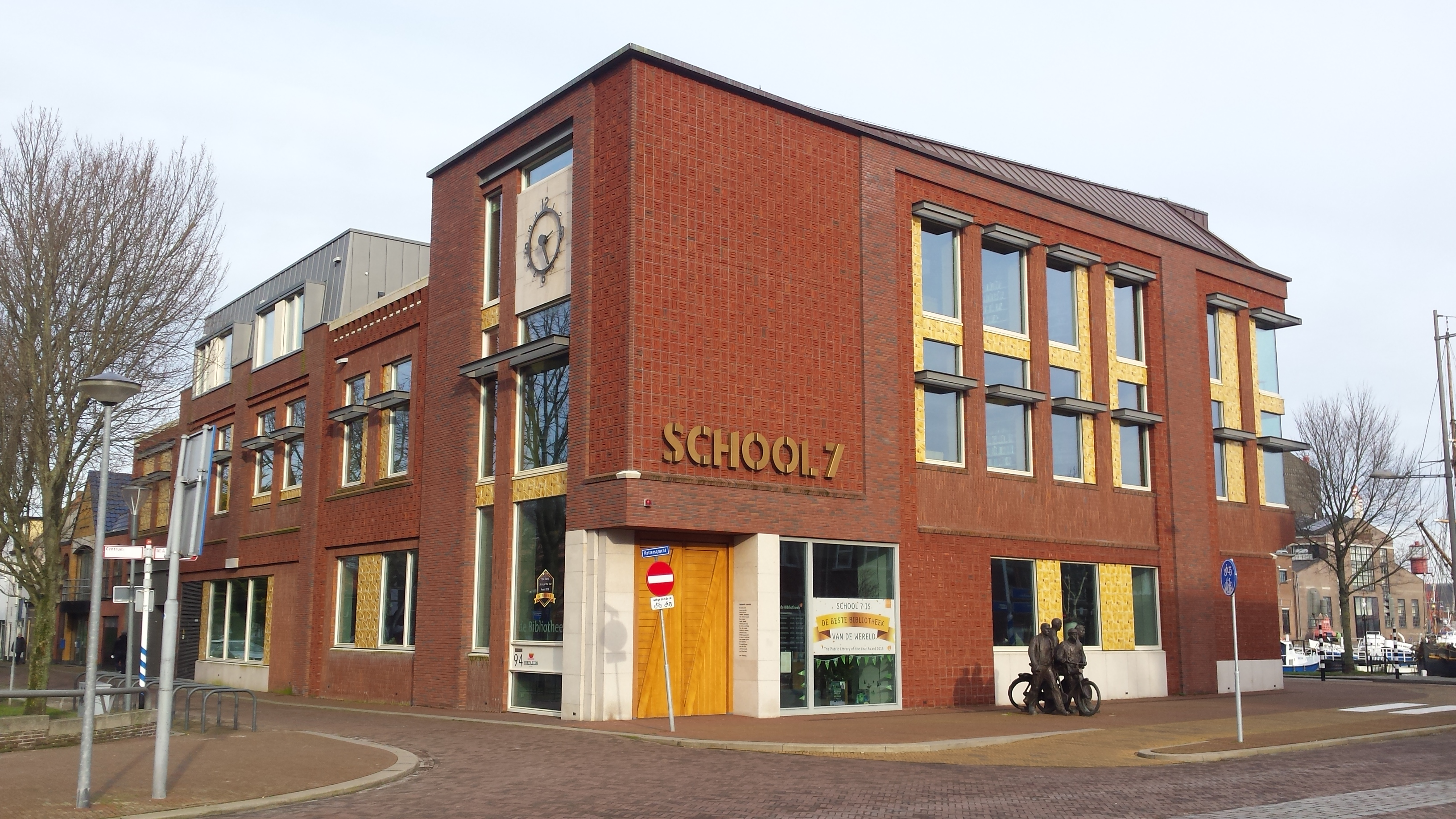
Bibliotheek School 7

### Film, theater en uitgaansleven

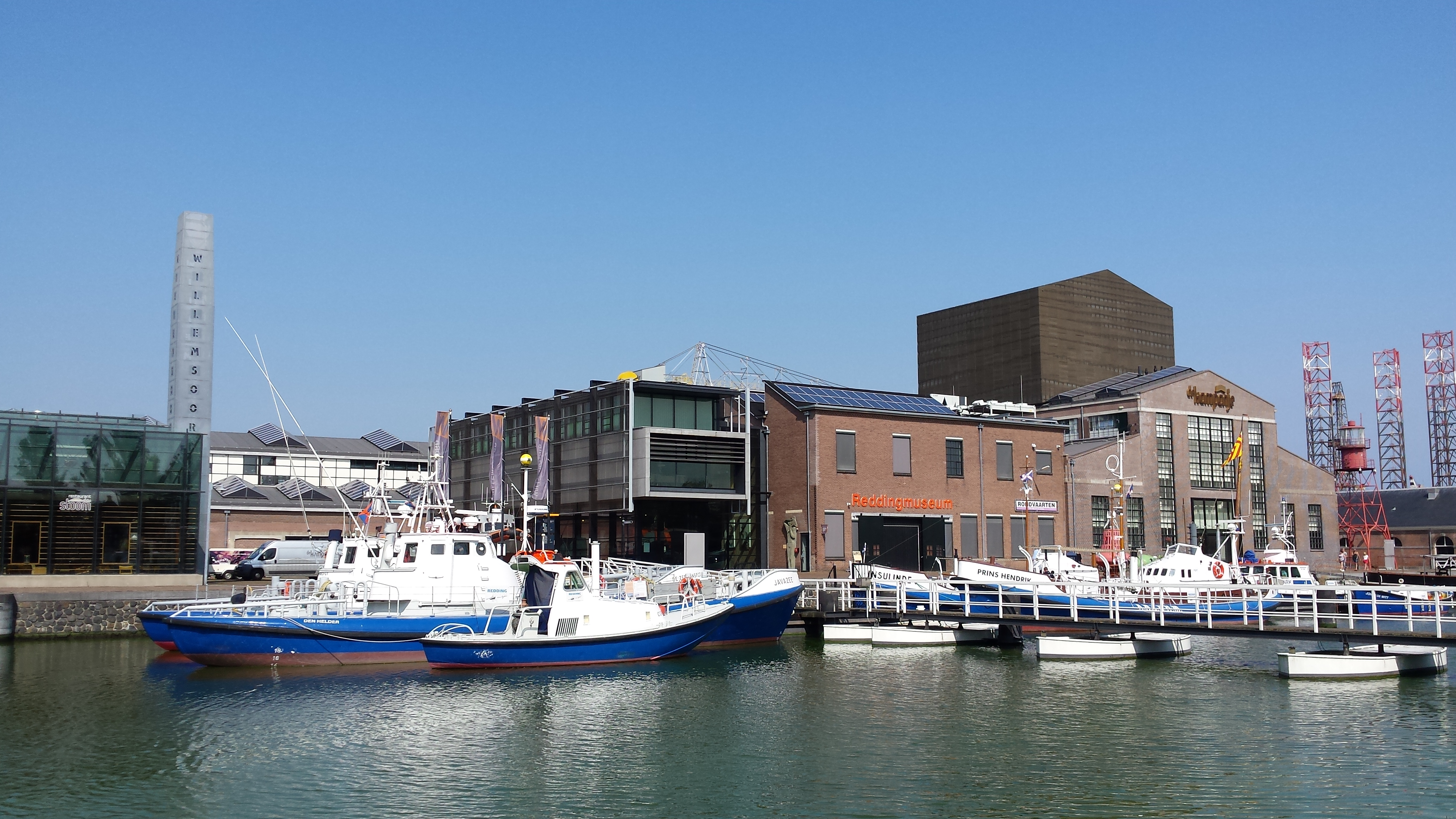
Reddingmuseum en schouwburg op Willemsoord

### Evenementen

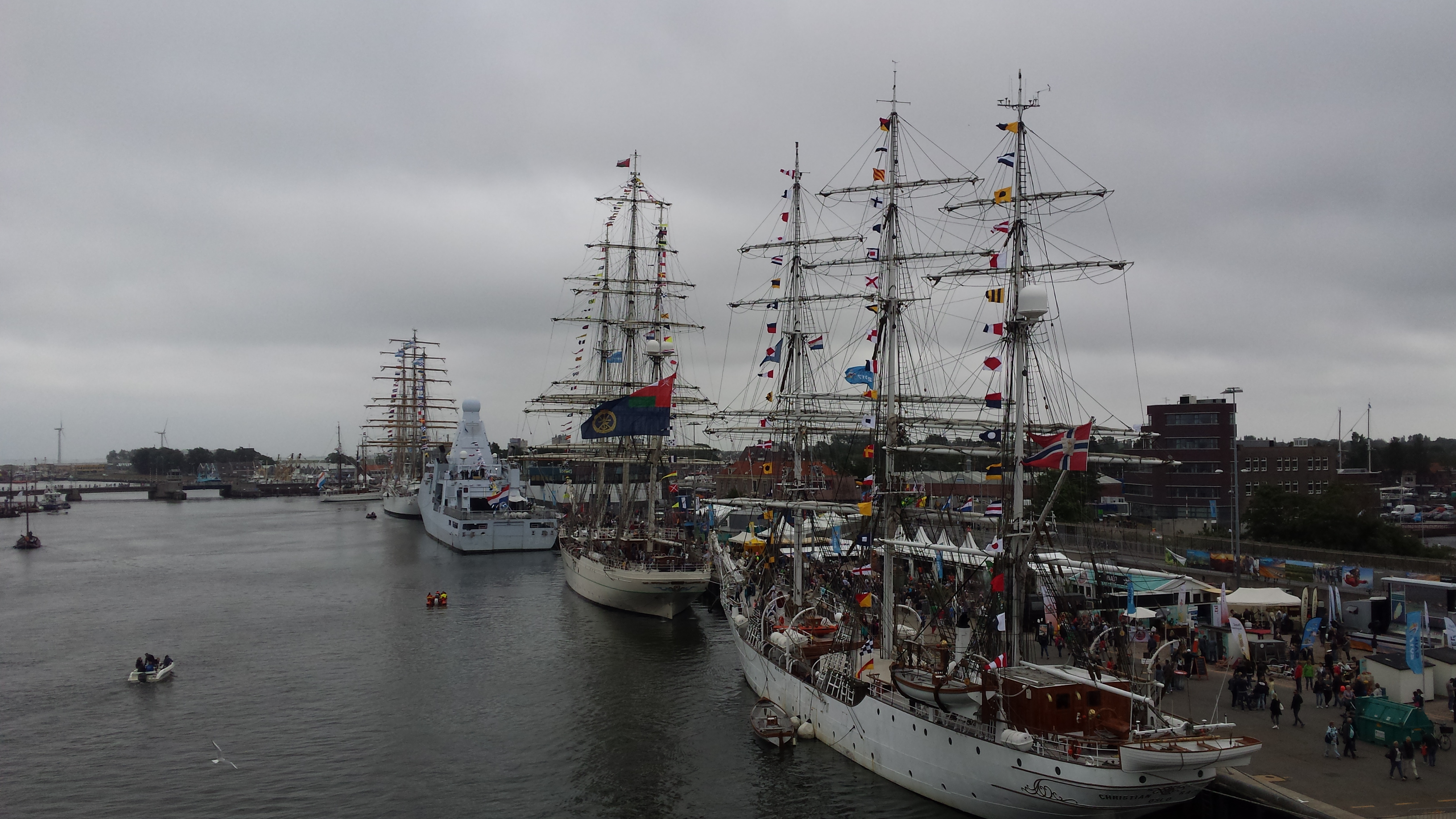
Sail 2017

### Media

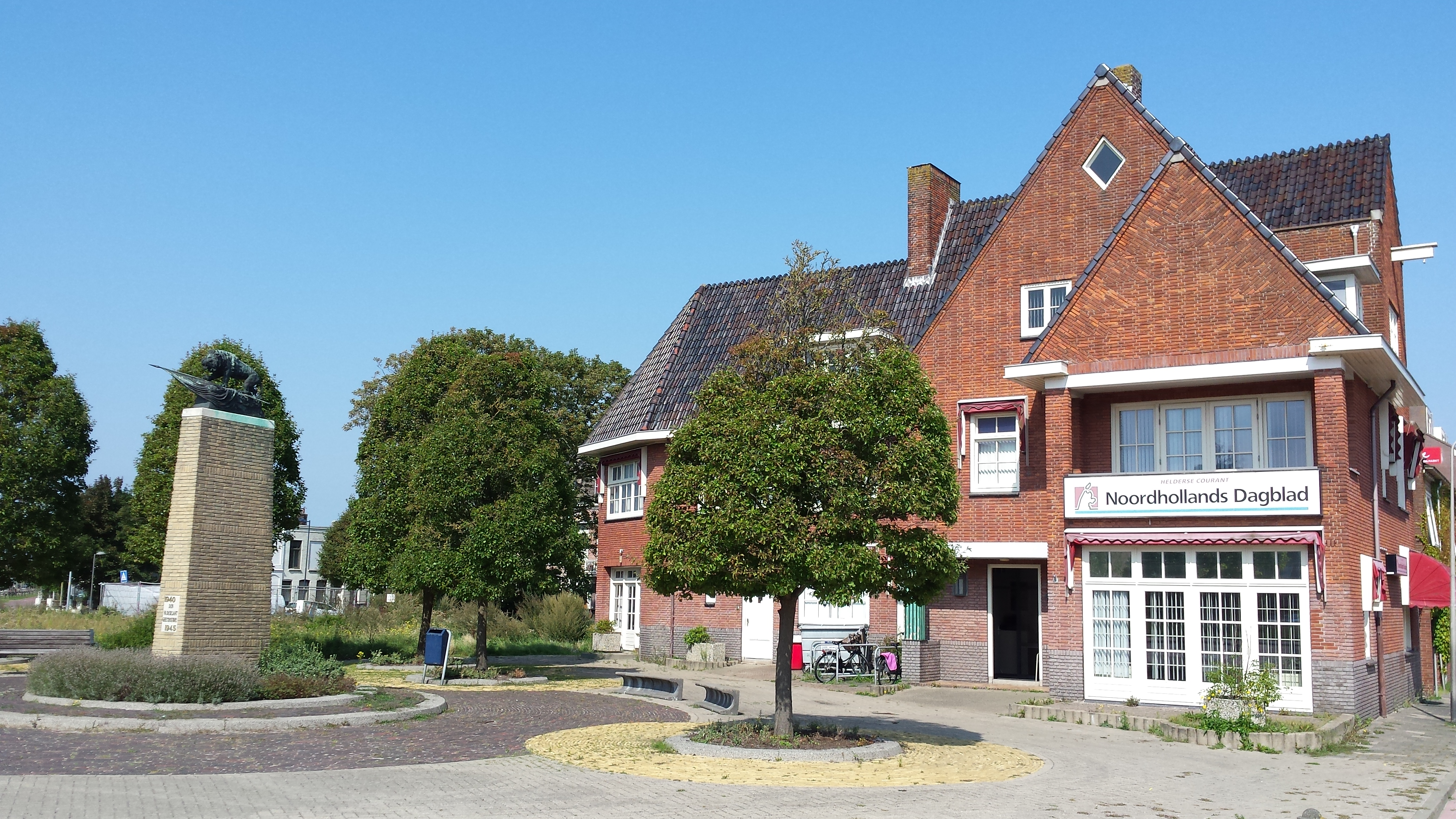
Kantoor van de Helderse Courant (1993-2020)

#### Marine

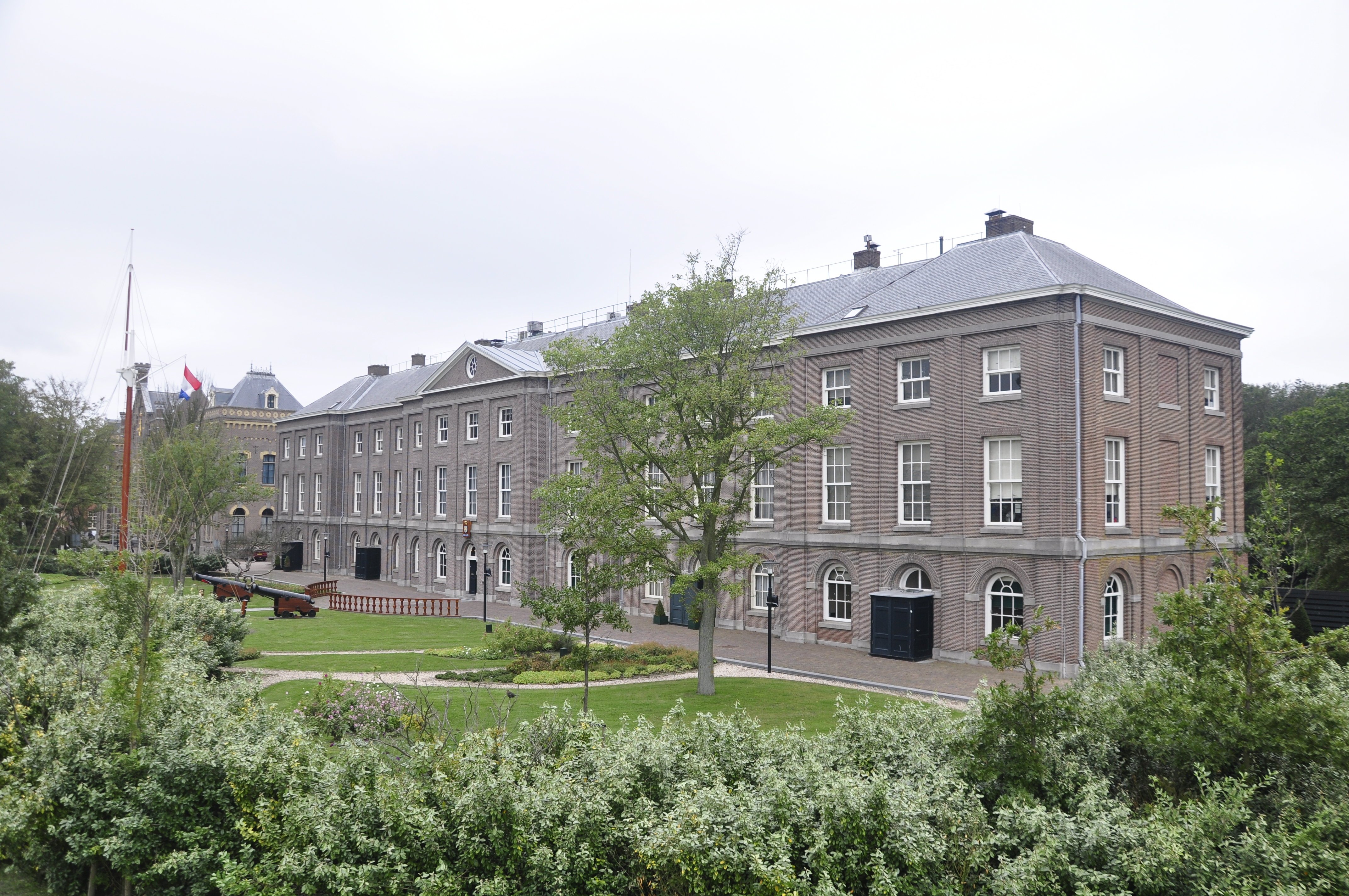
Gebouwen van de Koninklijke Marine aan Het Nieuwe Diep

### Offshore

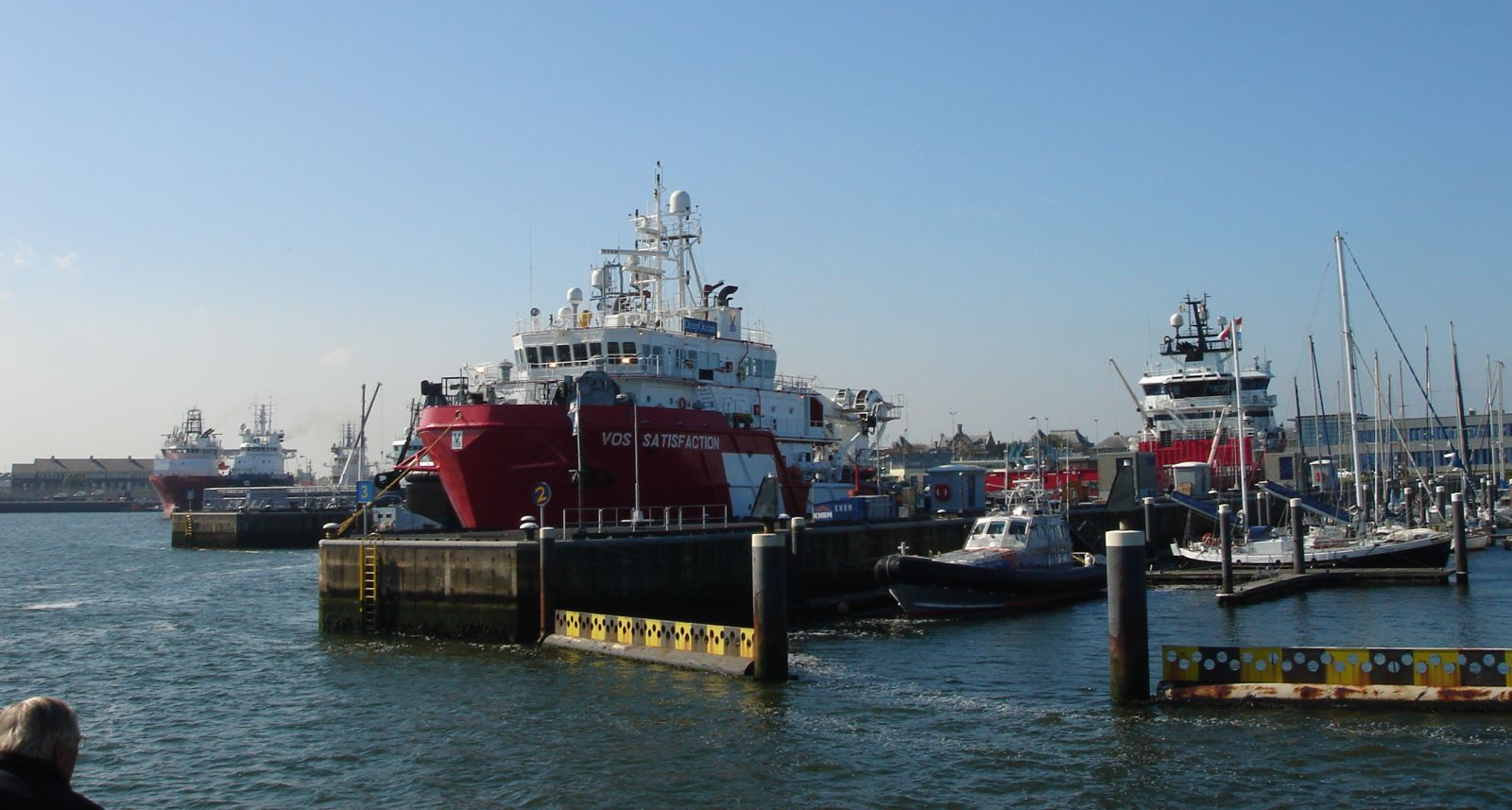
Een gedeelte van de haven

### Winkels en markten

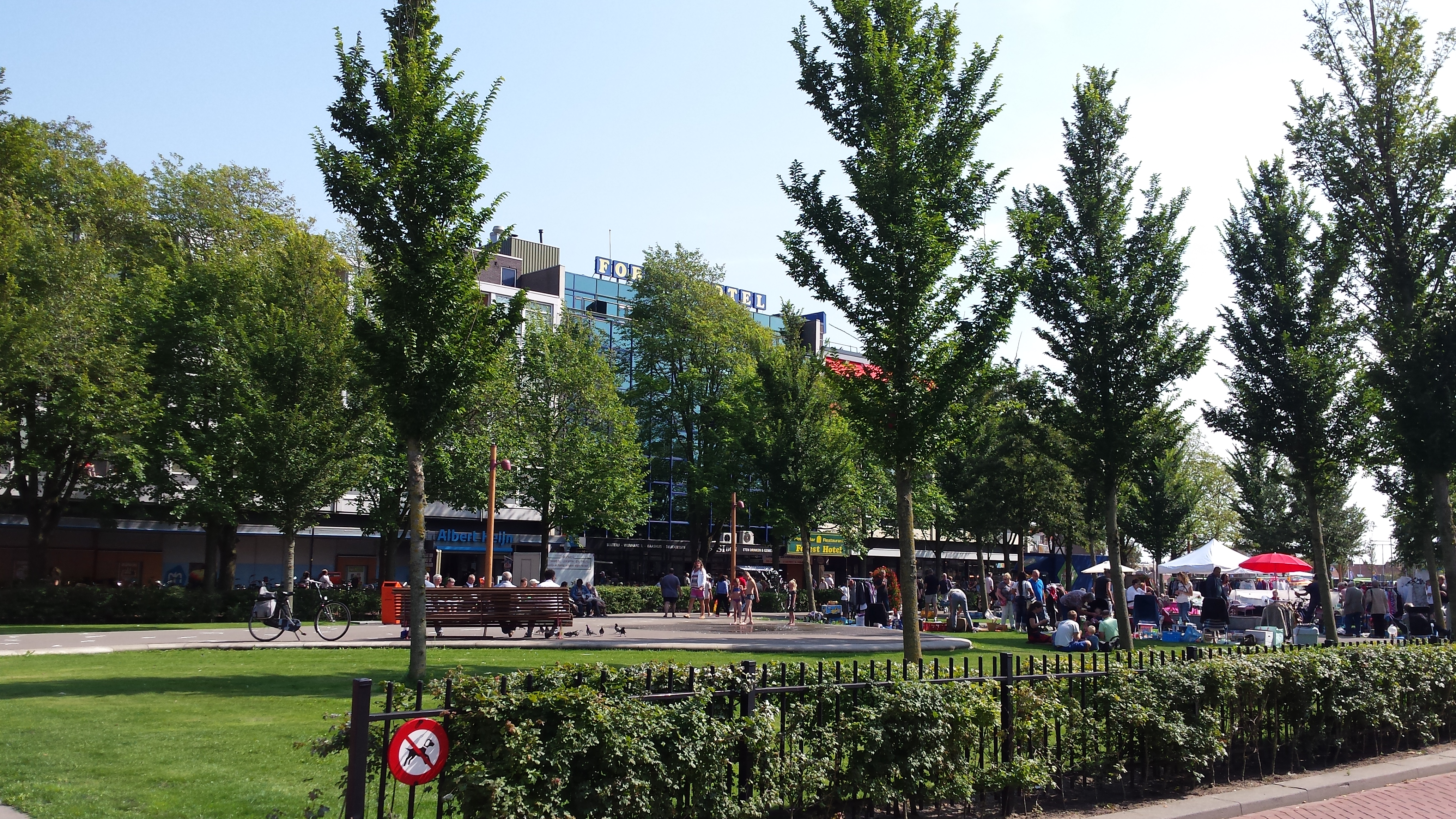
Het Stadspark met een gedeelte van de Juttersmarkt

#### Nutsbedrijven

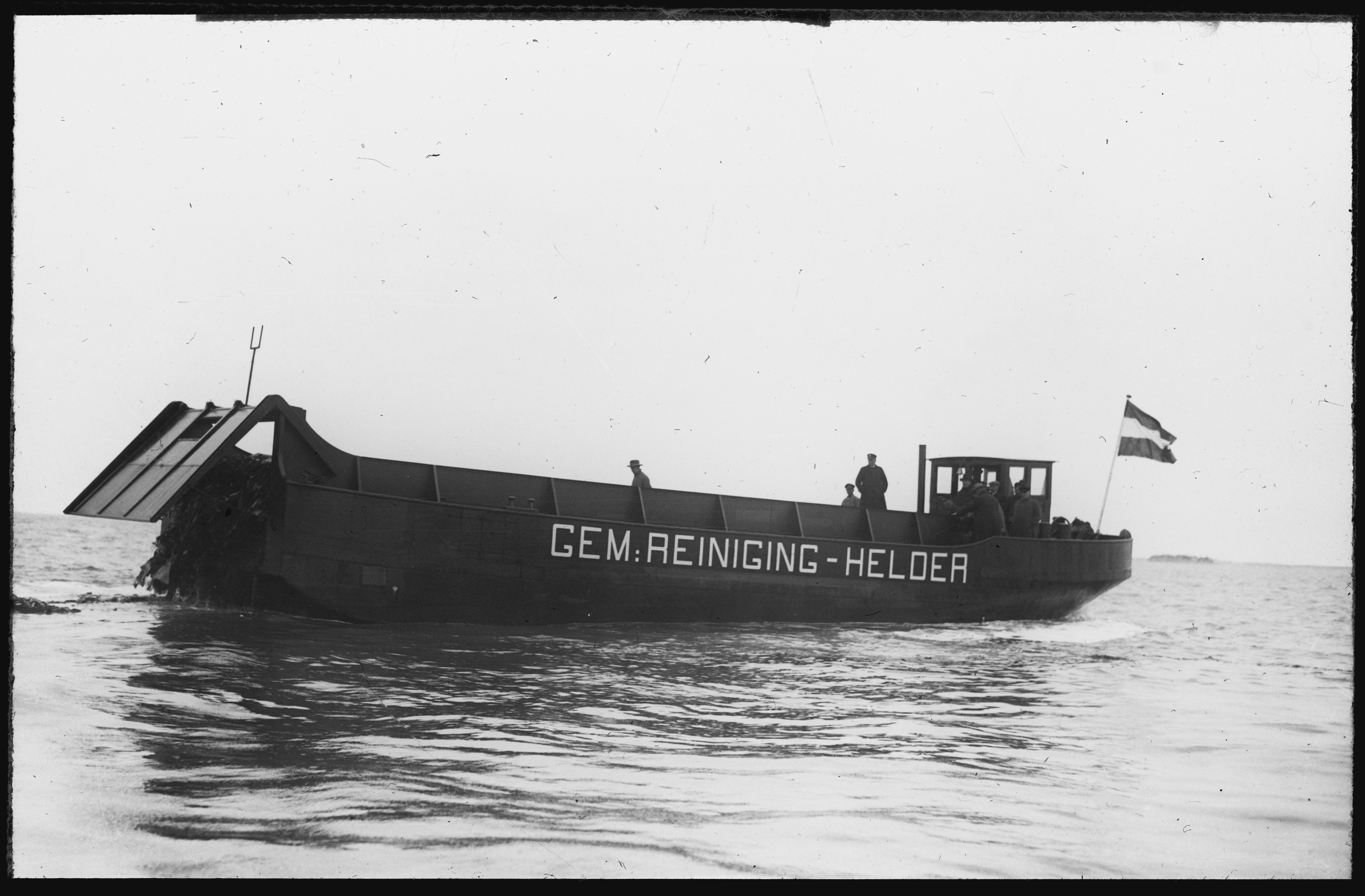
Afvaldumping op zee

##### Energie

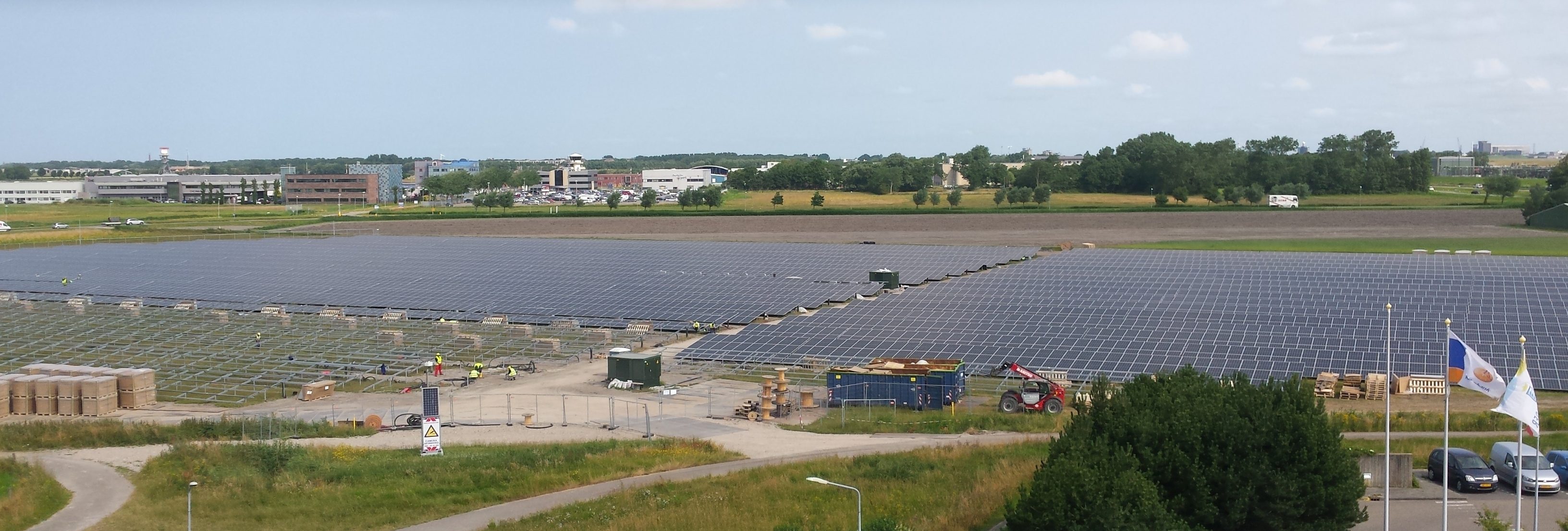
Zonnepark nabij bedrijventerrein Kooypunt in aanbouw

### Onderwijs

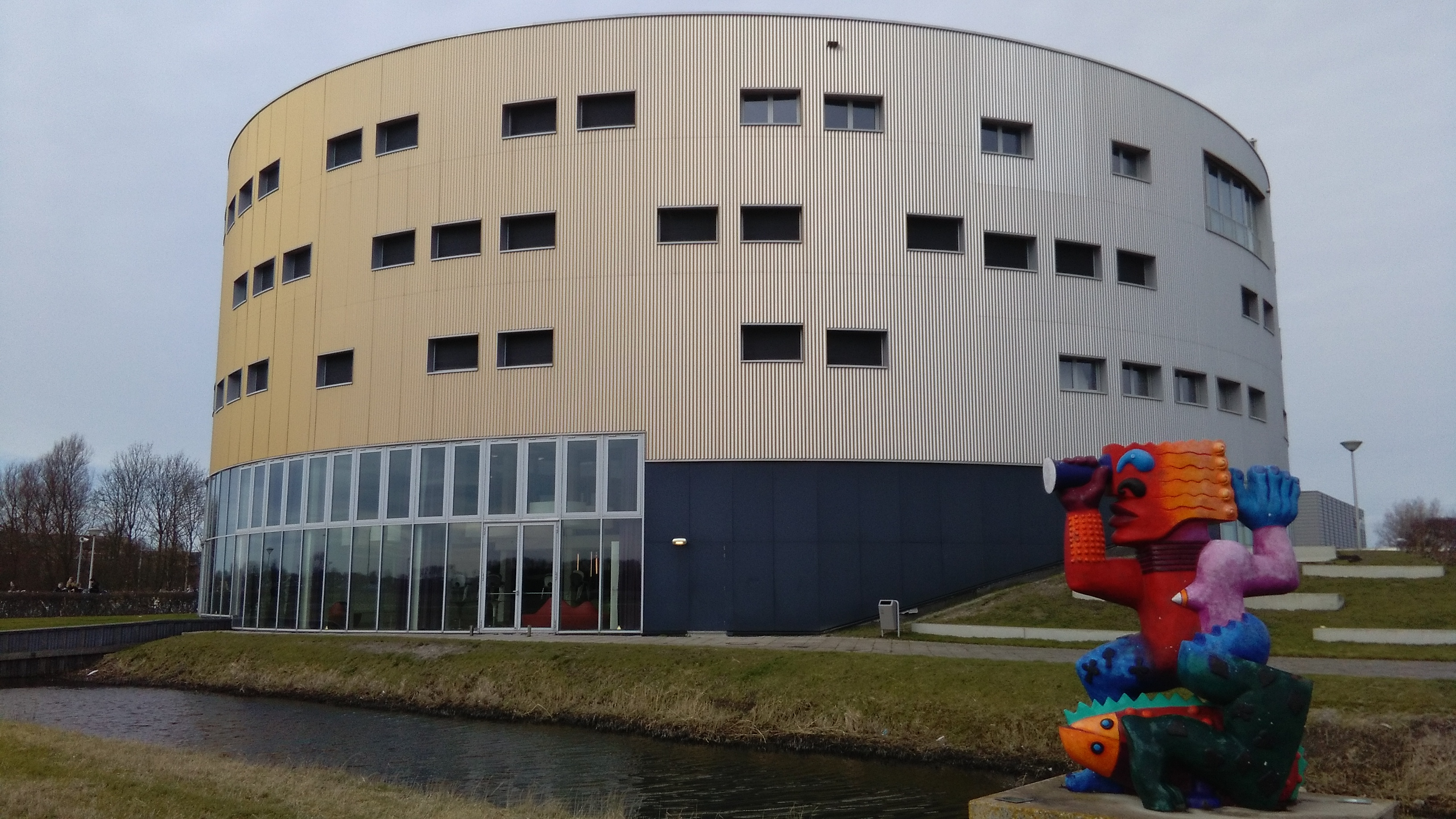
Het Junior College in Julianadorp

### Gezondheidszorg

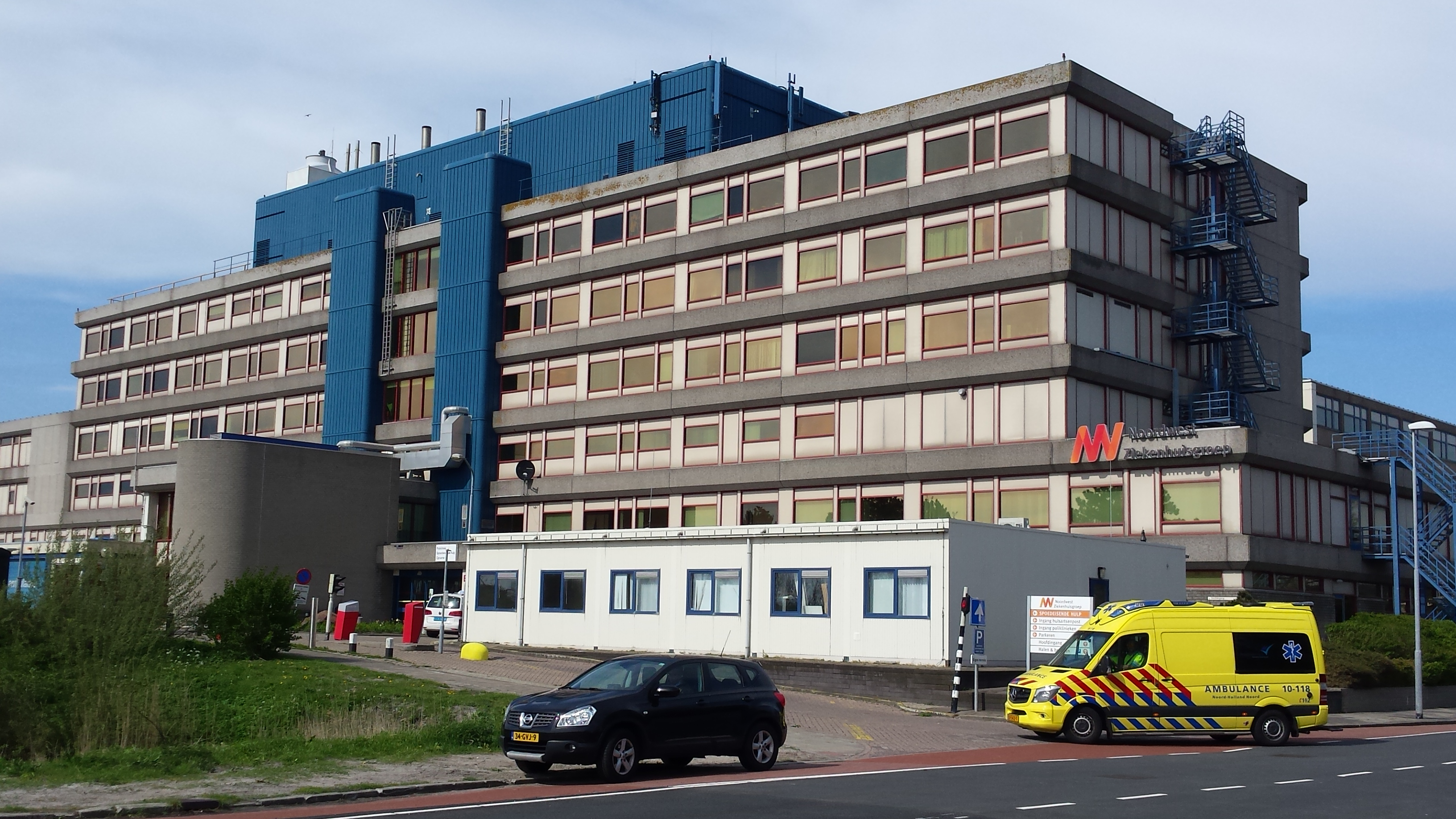
Het ziekenhuis aan de Huisduinerweg in 2018

### Hulpverlening

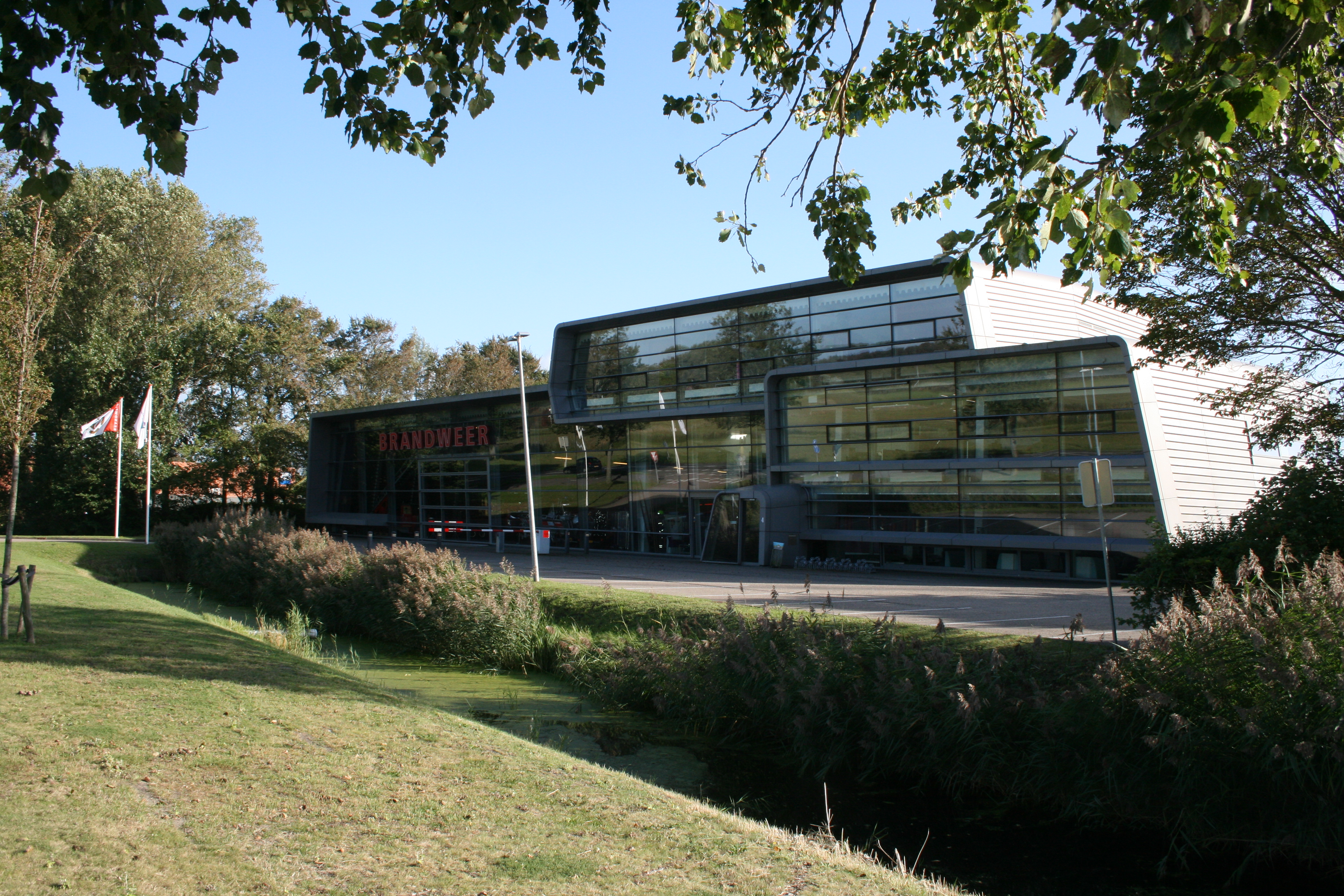
Brandweerkazerne in Nieuw-Den Helder